# Ignacio de Antioquía
Ignacio de Antioquía (en griego: Ἰγνάτιος Ἀντιοχείας) (Siria, Imperio romano, 35 - Roma, entre 108 y 110) fue discípulo directo de san Pablo y san Juan. Es el segundo sucesor de san Pedro en el gobierno de la Iglesia de Antioquía. Ignacio afirma que la doctrina y constitución de la Iglesia católica viene de Jesucristo por medio de los apóstoles, incluyendo la jerarquía de Pedro, los obispos y su obediencia a ella, la Eucaristía, así como la virginidad de María. Fue condenado a morir por las fieras en Roma, en tiempos del emperador Trajano. Es uno de los padres de la Iglesia y, más concretamente, uno de los padres apostólicos por su cercanía cronológica con el tiempo de los apóstoles. Fue el primero en aplicar el adjetivo de «católica», es decir «universal» a la Iglesia.
Es autor de siete cartas que redactó en el transcurso de unas pocas semanas, mientras era conducido desde Siria a Roma para ser ejecutado o, como él mismo escribió:

... para ser trigo de Dios, molido por los dientes de las fieras y convertido en pan puro de Cristo.
Ignacio de Antioquía, Ad Rom. 4, 1.

Su arresto y ejecución se produjeron a comienzos del siglo II. Aparte de eso, solo se sabe que fue obispo de la ciudad de Antioquía de Siria. El conocimiento sobre Ignacio se centra, por tanto, en el final de su vida, pero ello basta para hacer de él uno de los padres apostólicos mejor conocidos. Ignacio es un mártir del cristianismo y uno de los santos de la Iglesia católica y de la Iglesia ortodoxa, que celebran su festividad el 17 de octubre y el 20 de diciembre, respectivamente.
El descubrimiento y la identificación acerca de la autenticidad de las cartas de Ignacio se produjeron a lo largo de los siglos XVI y XVII, tras un arduo y polémico proceso. La temática «procatólica» de las cartas soliviantó los ánimos de teólogos protestantes como Juan Calvino, que las impugnaron enérgicamente. La polémica entre católicos y protestantes continuó hasta el siglo XIX, en que se alcanzó un consenso sobre cuántas cartas, cuáles y en qué medida fueron escritas realmente por Ignacio. Desde entonces, la opinión mayoritaria, pero no indiscutida, es que Ignacio escribió cartas a las comunidades cristianas de Éfeso, Magnesia del Meandro, Trales, Roma, Filadelfia y Esmirna, además de una carta personal al obispo Policarpo de Esmirna, otro «padre de la Iglesia» y también «padre apostólico». Los escritos de Ignacio están próximos en el tiempo a la redacción de los evangelios y una parte de la investigación ignaciana está centrada en esclarecer su relación con ellos. Las cartas ofrecen, además, valiosos indicios sobre la situación de las comunidades cristianas a finales del siglo I y comienzos del siglo II.

## Las fuentes

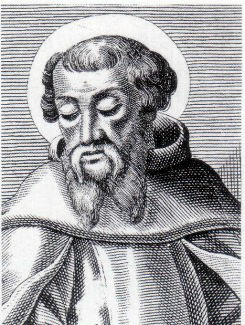
Ireneo de Lyon, una de las fuentes de información sobre Ignacio.

La información sobre la vida de Ignacio proviene principalmente de sus cartas. A través de ellas se conocen algunos datos fundamentales de su persona, como que era obispo de Antioquía o que fue condenado a morir en Roma. También se deduce de su lectura la dramática y difícil circunstancia en la que fueron redactadas. 

Pues cuando oísteis que venía encadenado desde Siria en el nombre de Aquel que es nuestra esperanza, y que esperaba por vuestras oraciones llegar a Roma y triunfar sobre las fieras, y con ello hacerme discípulo, vinisteis a verme con premura...
Ad Eph. 2, 2

Ignacio no pretendía informar en sus escritos sobre una situación que sus interlocutores ya conocían de primera mano, sino ofrecer consejo y reflexión. Pero las informaciones fragmentarias que sobre sí mismo fue dejando en sus cartas se han convertido, con el paso de los siglos y la ausencia de otras fuentes, en apuntes de inapreciable valor. Sus escritos no tienen, por tanto, un carácter biográfico, sino circunstancial, y hablan del encuentro de un obispo cristiano condenado a muerte y una comunidad de cristianos que, atraída por su fama, salió a su paso a recibirle y hacer más llevadero su camino.

... incluso las iglesias que no estaban en el camino me escoltaban de pueblo en pueblo...
Ad Rom. 9, 3

Las cartas de Ignacio fueron el fruto de esos encuentros y testimonian sus preocupaciones y su gratitud. Si en un primer momento Ignacio fue recordado por su persona y por su historia, hoy se le recuerda principalmente por sus cartas. Sin ellas, apenas quedaría de él más que una leyenda.
Una segunda fuente de información proviene de reseñas consignadas en las obras de diversos autores eclesiásticos, en su mayor parte padres de la Iglesia. Estos Padres, que conocían las cartas de Ignacio, transcribieron en sus propias obras fragmentos de ellas, añadiendo en ocasiones noticias independientes, recibidas seguramente a través de alguna tradición. Se debe a Eusebio de Cesarea (principios del siglo IV) el resumen más completo y verosímil de ellas. Antes de Eusebio, se conservan los testimonios, más bien casuales, de Policarpo de Esmirna, Ireneo de Lyon y Orígenes. Después de él, hay que mencionar la obra de dos antioquenos, paisanos de Ignacio: Juan Crisóstomo a finales del siglo IV y Teodoreto de Ciro en el siglo V. Estos dos últimos autores, aunque tardíos, se beneficiaron todavía de la tradición local de la ciudad. Más allá del siglo V y lejos de Antioquía ya no se han encontrado noticias fiables. El testimonio de Eusebio de Cesarea suele prevalecer en la opinión de los eruditos y esto ha sido así en líneas generales desde que comenzaran en el siglo XVI las disputas entre católicos y protestantes.
Existe un tercer grupo de documentos que acompañan la cuestión ignaciana a modo de apéndices. Carecen en general de fiabilidad histórica pero no de interés. Existe un relato tardío de su martirio, conocido como el Martirio colbertino, que reconstruye con ciertas dosis de imaginación el viaje de Siria a Roma y donde se señala el 20 de diciembre como la fecha del martirio. Más importante es que, dentro de ese relato, se encontró en el año 1646 la versión griega de una de las cartas de Ignacio. Además del Martirio colbertino, se conservan cartas apócrifas de propósito diverso que simulan haber sido escritas o recibidas por Ignacio durante su viaje a Roma y que la crítica considera espurias de forma unánime.
De todas estas fuentes, se desprende una exigua «Vida de Ignacio» que tiene su parte especulativa pero que es todo cuanto hay. Tan importante como eso es, sin embargo, que dicha vida está inmersa en un contexto histórico que la sostiene y da profundidad. Junto a Ignacio, hay lugares, sucesos y gentes que estaban presentes en la mente de aquellos que vivieron esos momentos y que proyectan la vida de Ignacio en el complejo horizonte del cristianismo primitivo. Ese horizonte es hoy del máximo interés, ya que los escritos de los padres apostólicos son el primer lugar donde se pueden escudriñar la influencia y el grado de formación de los evangelios.

## Las cartas

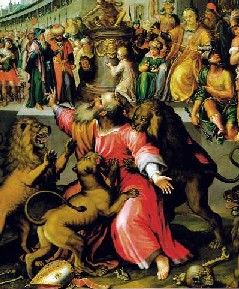
Martirio de Ignacio de Antioquía.

Atendiendo al lugar desde el que fueron redactadas, las cartas de Ignacio se dividen en dos grupos: las cuatro cartas de Esmirna y las tres cartas de Alejandría de Tróade. El lugar de redacción se deduce en todos los casos del contenido. Cierta lógica relaciona los destinatarios y el lugar de redacción porque tres de las cartas de Esmirna fueron enviadas a localidades próximas, mientras que dos de las cartas de Tróade fueron enviadas a la propia Esmirna, de donde Ignacio acababa de partir. Las cartas de Esmirna son anteriores a las de Tróade, pero dentro de cada grupo se desconoce el orden de redacción. Se suele asumir el «orden eusebiano», que no es otro que el utilizado por Eusebio de Cesarea al redactar su reseña sobre Ignacio y que es el siguiente: la «Carta a los efesios» (Ad Eph.), la «Carta a los magnesios», (Ad Magn.), la «Carta a los tralianos» (Ad Tral.), la «Carta a los romanos» (Ad Rom.), la «Carta a los filadelfianos» (Ad Phil.), la «Carta a los esmirniotas» (Ad Smyrn.) y, por último, la «Carta a Policarpo» (Ad Pol.), un escrito personal dirigido a Policarpo de Esmirna, obispo de dicha ciudad a la sazón.
Atendiendo al propósito de la redacción, las cartas se dividen también en dos grupos: por una parte, las seis cartas asiáticas y, por otra, la singular «Carta a los romanos». Las primeras fueron escritas a las Iglesias del Asia Menor con dos propósitos bien definidos, siendo el primero exhortarlas a mantener la unidad interna y la segunda prevenirlas contra ciertas enseñanzas docéticas y judaizantes. La uniformidad de los planteamientos de Ignacio sugiere la existencia de un conflicto generalizado en esta parte del Asia Menor, como si toda la región estuviese atravesando circunstancias similares. La otra carta fue dirigida motu proprio a la Iglesia de Roma para rogar a sus miembros que no intercedieran por él. 
En un plano formal, los escritos de Ignacio son muy diferentes de los de Clemente de Roma. Las cartas de Ignacio están redactadas con un estilo libre y ardoroso que violenta el lenguaje con audaces construcciones que no se ciñen a las formas retóricas convencionales. Comienzan con un prescripto oriental, estructurado en forma de nomen-cognomen:

Ignacio, también llamado «Teoforo», a la Iglesia de...

Este prescripto es tan característico de Ignacio que no solo comienzan así las cartas auténticas sino también las que escribieron después algunos falsarios. «Teoforo», término griego que significa «el portador de Dios», podría ser un sobrenombre o cognomen utilizado por Ignacio siguiendo los usos de la época. También podría ser una forma de referirse a sí mismo como discípulo de Cristo, ya que lo utiliza igualmente en una carta con ese otro sentido.

... vosotros sois compañeros de camino, portadores de Dios (teoforo)...
Ad Eph. 9, 2.

Vicente de Beauvais afirmaba siglos después, llevado del entusiasmo, que la razón de ese sobrenombre era que Ignacio tenía escrito en su corazón el nombre de Cristo, con letras de oro, cosa que, según él, se descubrió al recoger los pedazos de su cuerpo desgarrado por las fieras.

## Vida y obra

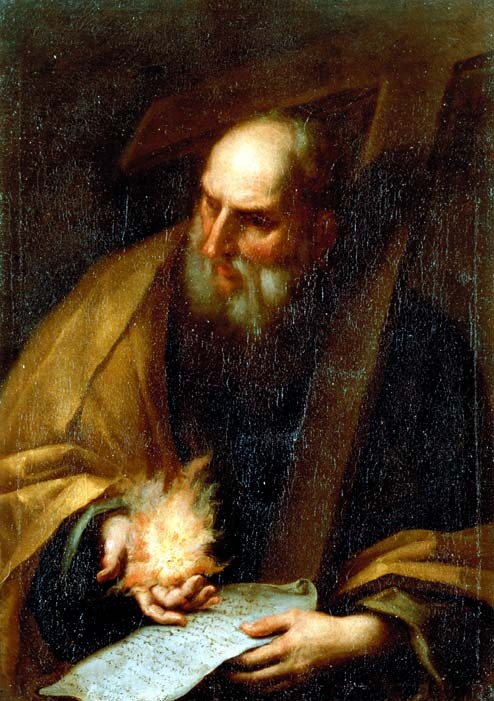
Bernabé, el apóstol, según la tradición, uno de los fundadores de la comunidad cristiana de Antioquía de la que Ignacio llegó a ser obispo.

No se sabe en qué año nació Ignacio ni tampoco en qué lugar. Se desconoce todo sobre su familia y las circunstancias en las cuales conoció el cristianismo. Se ignora también cuál fue su trayectoria dentro de la Iglesia. Una leyenda del siglo X le supone discípulo de Jesucristo en la persona del niño que aparece como protagonista en el pasaje bíblico de Mateo 18.

Él llamó a un niño, lo puso en medio de ellos y dijo: Os aseguro que si no os hacéis como niños, no entraréis en el Reino de los Cielos.
Evangelio de Mateo, 18.

La primera noticia de sólida apariencia es que fue obispo de la ciudad de Antioquía. Lo afirma el propio Ignacio en una de sus cartas. Lo aseveran Eusebio y otros Padres de la Iglesia, y así se le considera actualmente. Es un dato relevante, pues el episcopado de Antioquía era uno de los más prestigiosos de la cristiandad.
Antioquía de Siria, conocida también como Antioquía del Orontes, Antioquía «la Grande» o Antioquía «la Bella», era en aquella época una de las principales ciudades del Imperio romano y la tercera urbe más poblada, después de Roma y Alejandría. Su población se calcula en doscientos mil o incluso medio millón de habitantes. No tenía buena reputación pues gran parte de su economía estaba orientada al ocio y el disfrute. Su carácter libre y cosmopolita atraía a muchas gentes que emigraban de diversos lugares trayendo las costumbres y creencias de su lugar de origen. Se sabe por Flavio Josefo que había en la ciudad una sinagoga judía numerosa y antigua que gozaba de privilegios especiales.
Poco después de la muerte de Jesucristo, y marginados de esa sinagoga, se fundó en Antioquía otra comunidad religiosa, integrada por judeocristianos helenistas expulsados de Jerusalén. Según la tradición Bernabé, el apóstol, se encontraba entre ellos. Años después, Bernabé habría atraído a la ciudad a Pablo de Tarso, que pasó allí una parte prolongada de su vida, dejando una profunda huella de la que Ignacio es deudor. Pablo y Bernabé promovieron en Antioquía un cristianismo cuya práctica no exigía el cumplimiento de ciertos preceptos de la Ley judía para los gentiles. Este cristianismo de cuño paulino estaba dirigido a la población greco-pagana de la ciudad y, en la medida en que se incluyó a estos gentiles en el pueblo de Dios en plena igualdad y participación en el culto, la nueva comunidad se situó cada vez más al margen de la antigua sinagoga. Las tensiones entre la sinagoga judía y la iglesia cristiana por cuenta de la observancia de la Ley condujeron a una ruptura que quedó significada con el nombre dado a la nueva comunidad. Según los Hechos de los Apóstoles (Hch 11, 26), Antioquía fue el primer lugar donde «los discípulos fueron llamados cristianos», probablemente de manera despectiva, aunque esto no permite deducir, como se hace frecuentemente, que los discípulos de Jesús eran ya vistos como una entidad separada del judaísmo. Con esa denominación, acuñada en el exterior de los círculos cristianos, se constató la aparición de una «tertium genus», un tercer género de gentes que no eran judíos pero tampoco paganos. Posteriormente, el modelo paganocristiano practicado en Antioquía fue exportado por Pablo a otras ciudades del imperio formando de esta manera comunidades de cristianos gentiles. Se puede decir por eso que Antioquía es «madre de las iglesias de la gentilidad».

### Condena a muerte

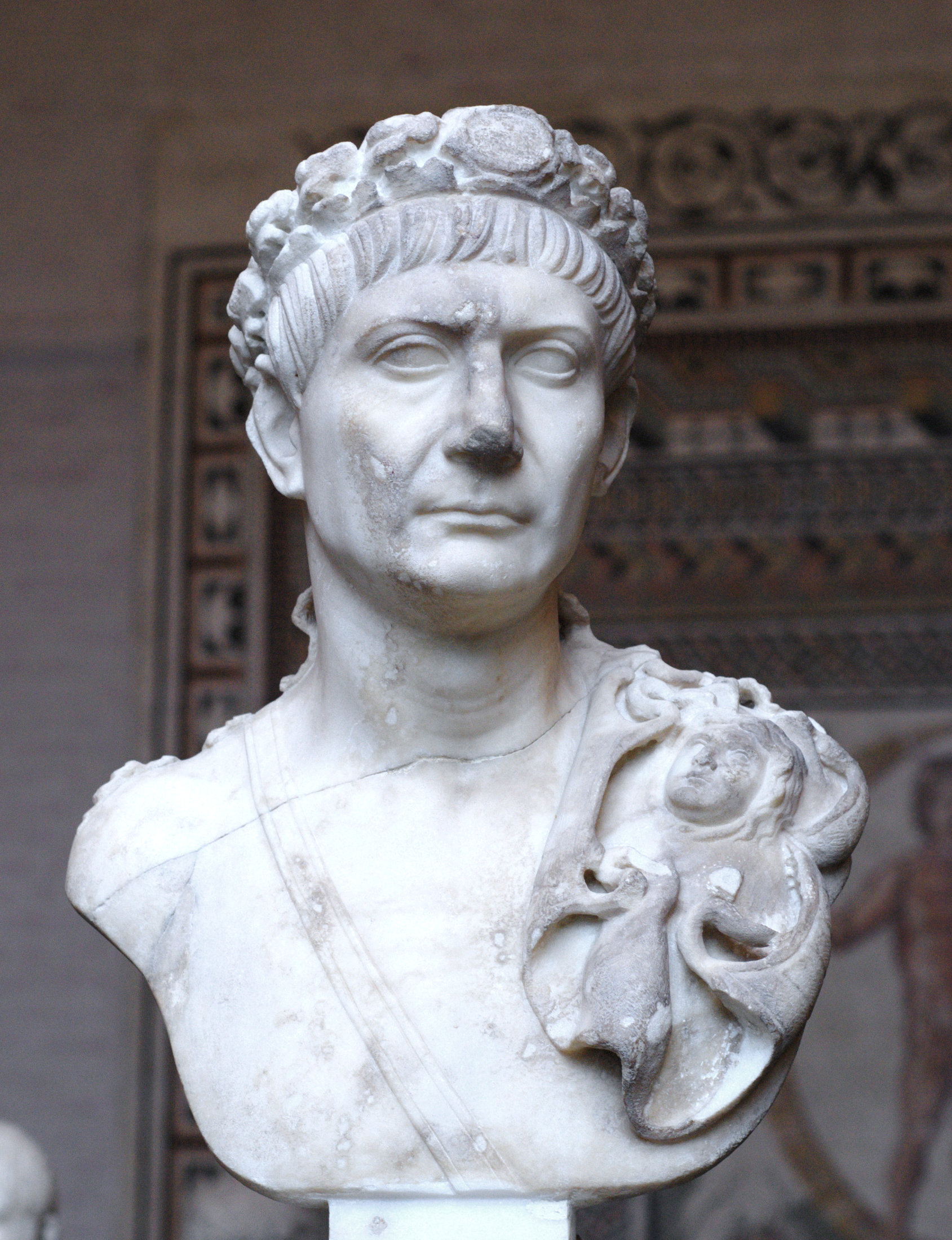
Busto de Trajano, conservado en la Gliptoteca de Múnich.

Ignacio era obispo de Antioquía cuando fue condenado a muerte en tiempos de Trajano acusado, es de suponer, de profesar el cristianismo. En sus cartas, Ignacio se describe a sí mismo utilizando el término griego «katakritos» (condenado a muerte), lo que no aclara las circunstancias de su detención. En otros lugares afirma llevar cadenas «por causa del Nombre» (Ad Eph. 1, 2), refiriéndose a Jesucristo. A finales del siglo XIX, Joseph Barber Lightfoot pensaba que Ignacio había sido detenido en el transcurso de una persecución en contra de los cristianos. Sin embargo, el hecho de que en la correspondencia de Ignacio no se encuentren referencias al respecto y que su principal preocupación parezca ser la organización de las iglesias a las que escribe ha llevado a postular asimismo que Ignacio pudo ser detenido a causa de un enfrentamiento habido dentro de la comunidad antioquena entre dos grupos o facciones cristianas representantes de órdenes eclesiales distintos: los así llamados «ministeriales» y los «carismáticos». Como obispo de Antioquía, Ignacio pertenecería a la clase ministerial y la tensión con esos elementos carismáticos pudo generar un conflicto de tal magnitud que las autoridades de la ciudad detuvieran a Ignacio para solucionarlo. Eso explicaría la insistencia con que aboga en sus cartas por mantener la unidad en torno a la jerarquía eclesiástica.

... corred a una con la voluntad del obispo.
Ad Eph. 4, 1

La falta de noticias fidedignas sobre su detención incentivó la fantasía del autor del Martirio colbertino, que ideó un diálogo ficticio entre Ignacio y el emperador Trajano. En ese diálogo, escenificado en la misma Antioquía, Trajano pregunta con arrogancia: 

¿Quién eres tú, demonio miserable, que desobedeces mis mandatos...?

La respuesta de Ignacio es la que cabría esperar de él.

Nadie llama miserable al portador de Dios, al «Teoforo».

Trajano, contrariado, le sentencia a muerte.

### Traslado a Roma

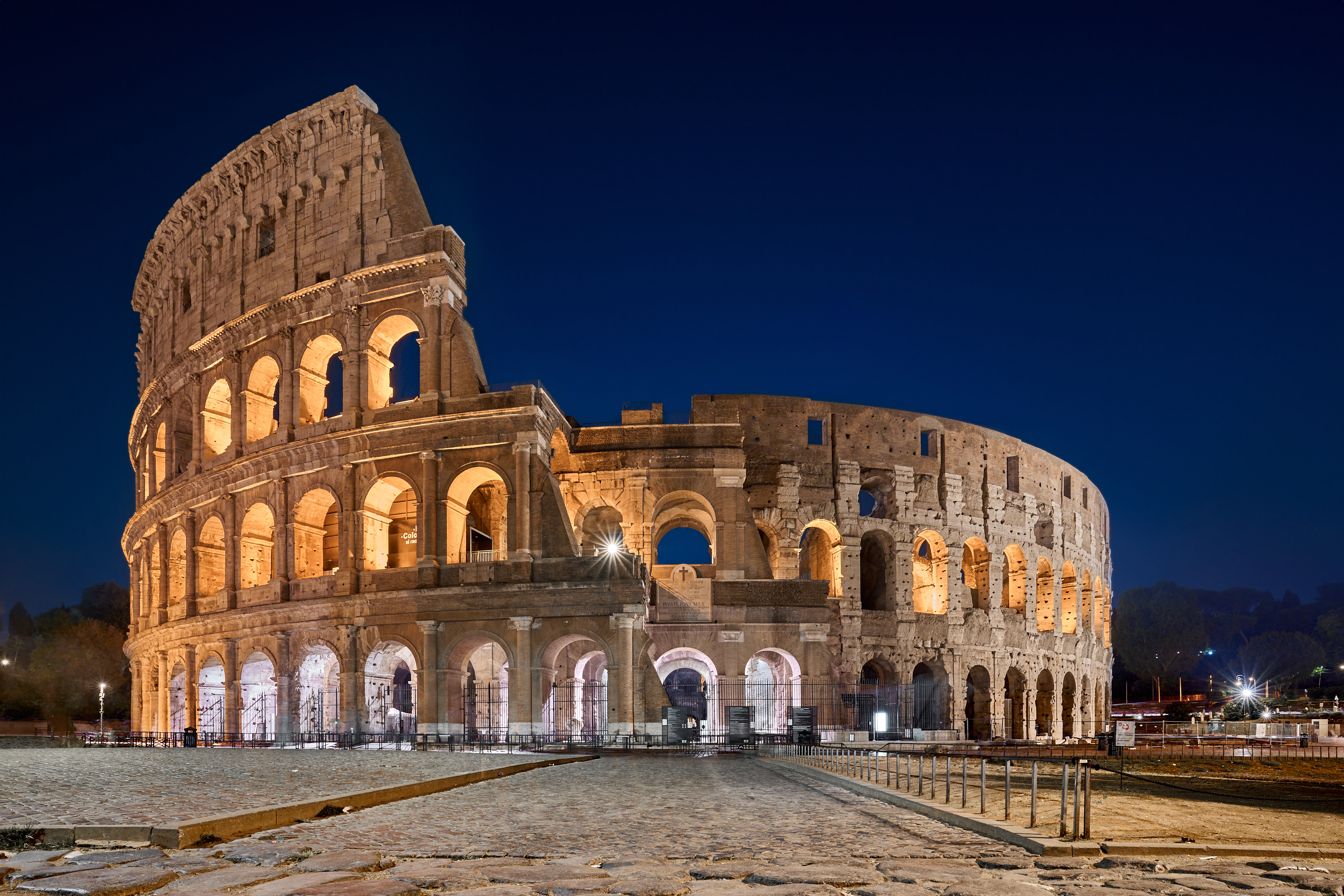
El Coliseo romano, donde iba a ser conducido Ignacio.

Aunque fue condenado en Siria y pudo ser ejecutado allí, se ordenó su traslado a Roma. No está clara la razón o necesidad de ese traslado ni el estatus jurídico que tuvo Ignacio durante el proceso. Se han propuesto varias explicaciones, pero ninguna goza de demasiado crédito. La primera y más sencilla afirma que Ignacio era ciudadano romano y que fue llevado a Roma para que pudiese ejercer su derecho de apelación ante el emperador. En la literatura cristiana, se narraba ya el precedente de Pablo de Tarso, que ejerció dicho derecho al ser detenido en Jerusalén (Hch 25, 11) y fue, consiguientemente, trasladado a Roma. Sin embargo, en el caso de Ignacio no resulta plausible pensar, aun admitiendo su ciudadanía, que tuviese intención de apelar al emperador porque, según se desprende de sus cartas, Ignacio deseaba ser arrojado a las fieras y, en su «Carta a los romanos», ruega incluso a la comunidad de Roma que no interceda por él, lo que es evidencia de una sentencia ya emitida. Otra dificultad es que la Lex Julia de vi publica proveía que el apelante no debía ser encadenado. Los Hechos de los Apóstoles narran que, cuando Pablo se declaró ciudadano romano, los soldados le retiraron inmediatamente las cadenas, temerosos por haber infringido la ley (Hch 22, 29). En el caso de Ignacio, sin embargo, él mismo se describe en sus cartas como un «encadenado» (gr: desmios), llegando a usar la materialidad de esas cadenas como recurso poético:

... de Aquél por el que llevo cadenas, perlas espirituales con las que, ojalá, pueda resucitar.
Ad Eph. 11, 2

Otra explicación que se ha propuesto es que Ignacio formase parte de un tributo al emperador Trajano, enviado para participar en los espectáculos romanos en calidad de alimento. Se presume que quizás hubiese en esos momentos una fuerte demanda de prisioneros a causa de los fastos organizados en Roma para celebrar la victoria contra los Dacios. Sin embargo, un solo prisionero no sería un presente de valor. A fin de cuentas, Ignacio no era más que el líder local de un grupo religioso ilegal. Aunque es cierto que viajó con más gente, algunos asistentes suyos, en sus cartas no se mencionan otros prisioneros. Además, en el supuesto de que Ignacio hubiese formado parte de un nutrido grupo de reos, resulta difícil explicar la libertad de movimientos de que gozó durante el viaje. Una tercera hipótesis afirma que Ignacio fue trasladado a Roma a causa de una situación legal excepcional motivada por la ausencia del gobernador de Siria, única autoridad con potestad para condenar a muerte. En ese caso, el legado habría ordenado el traslado de Ignacio con objeto de que su condena fuese confirmada por el mismo emperador.
A finales del siglo IV, Juan Crisóstomo especulaba sobre el asunto de una forma menos jurídica afirmando que llevar a Ignacio a Roma fue un ardid del demonio:

Y además de aquella primera astucia, añadió el diablo otra maquinación que fue que los obispos no sufrieran el martirio en las ciudades que presidían sino en otras bien lejanas, pretendiendo con ello que les faltase el auxilio de los suyos por morir en el extranjero, pero también agotarlos con las fatigas del viaje. Y eso fue exactamente lo que hizo con nuestro santo.
Panegírico de Juan Crisóstomo.

### De Antioquía a Esmirna

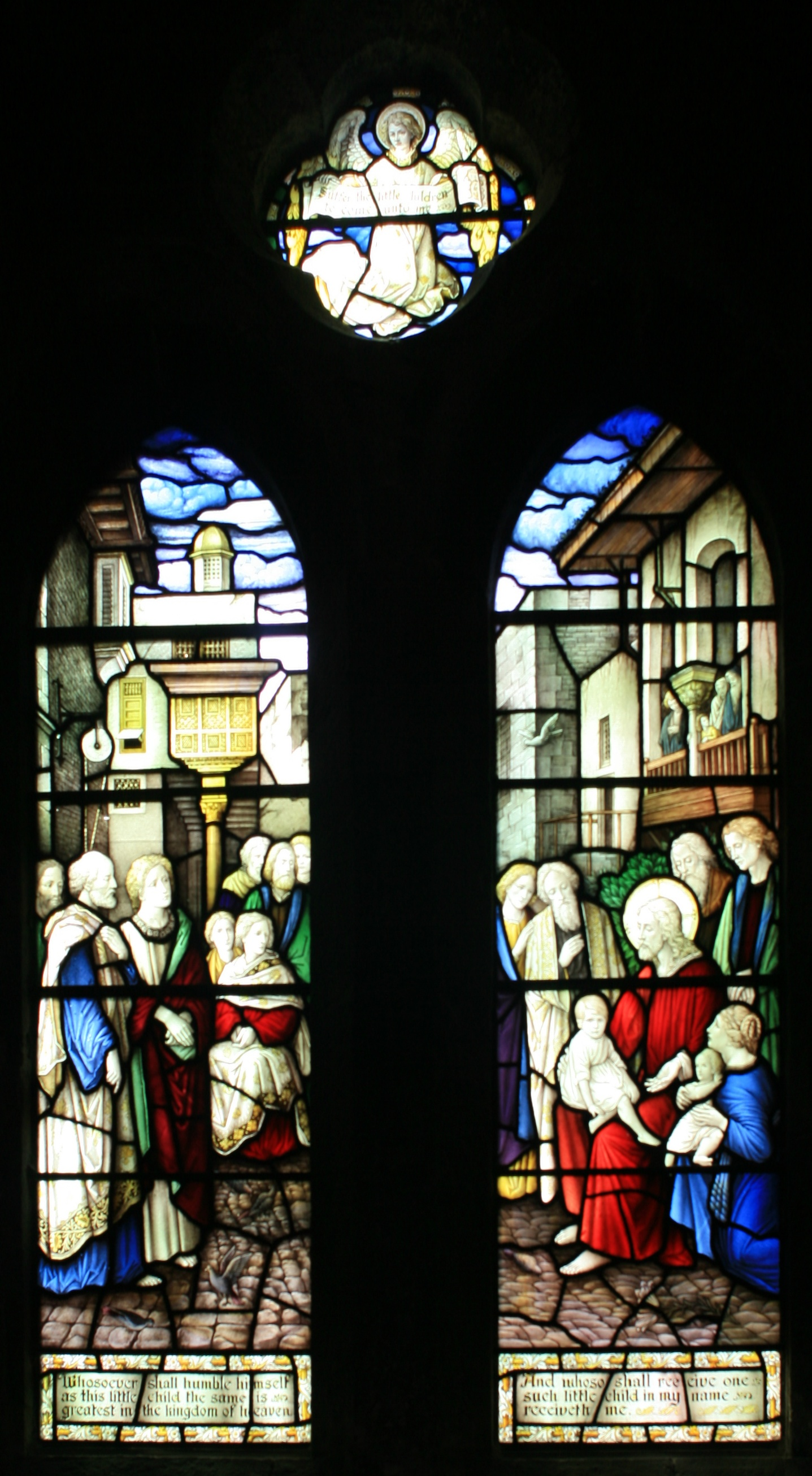
Vidriera sur de la catedral católica de san Canicio de Kilkenny representando el pasaje de Mateo 18.

La ruta seguida por Ignacio desde Antioquía es incierta. El Martirio colbertino describe sucintamente que Ignacio embarcó en la vecina Seleucia y llegó directamente a Esmirna, «después de grandes fatigas». Esta ruta directa por mar, sin embargo, hay que descartarla porque se sabe a ciencia cierta que Ignacio pasó por la localidad de Filadelfia, sita en el interior del continente. Otra posibilidad es que la comitiva hubiese partido a pie desde Antioquía y, al llegar a la altura de Tarso, hubiese cruzado las Puertas Cilicias hacia el interior del territorio para progresar, una vez evitadas las difíciles estribaciones de la costa, por las llanuras de Anatolia hasta la mencionada Filadelfia. De las cartas de Ignacio tan solo este fragmento redactado en Esmirna permite hacer alguna inferencia:

Desde Siria vengo luchando día y noche, por tierra y por mar, con diez leopardos, diez soldados que me encadenan.
Ad Rom. 5, 1

Si se interpreta de forma literal la expresión «... por tierra y por mar...», cabe concluir que el grupo de Ignacio embarcó, en efecto, en Seleucia e hizo una parte del viaje por mar. Por alguna razón, desembarcaron en Atilla y cruzaron los montes hasta el enclave de Laodicea. Desde allí, podrían haber descendido por el valle del río Meandro hasta la costera ciudad de Éfeso. Sin embargo, siguieron hacia Hierápolis, con objeto de cambiar de valle y llegar a Esmirna, ciudad situada algo más al norte y, por tanto, más cerca de Tróade, la puerta hacia Europa.
La custodia de Ignacio fue encargada, como él mismo cuenta, a una decuria de soldados de los que dice que: «cuantas más bondades recibían, peores se volvían» (Ad Rom. 5, 1). No debían de tratarle con muchos miramientos a juzgar por este otro comentario: «... con sus malos tratos me voy haciendo discípulo» (Ad Rom. 5, 1). La expresión griega deka leopardis («diez leopardos») que utiliza para describirlos puede referirse al carácter rudo y salvaje de sus guardias, pero también se especula con la posibilidad de que fuese el nombre de algún regimiento romano o una alusión a esas pieles de animales con las que algunos soldados se cubrían la cabeza. Se da la circunstancia, anecdótica quizá, de que es la primera vez que se utiliza la palabra «leopardo» en la literatura griega y la latina.
Sea que el viaje a Esmirna se llevase a cabo por tierra o por mar, es seguro que la comitiva de Ignacio y sus «diez leopardos» pasó por la localidad de Filadelfia. Allí había una comunidad cristiana estable a la que Ignacio se refirió después como: «la que ha alcanzado misericordia y está asentada con firmeza en Dios, y se regocija en la pasión de nuestro Señor y tiene plena certeza en su resurrección» (Ad Phil Intr.). Estando allí, habló con los filadelfios, asistió a celebraciones y disputó con unas gentes por cuestiones de doctrina. Después de la estancia en Filadelfia, la comitiva prosiguió el camino hasta la cercana Esmirna, pasando por Sardes.

### Esmirna

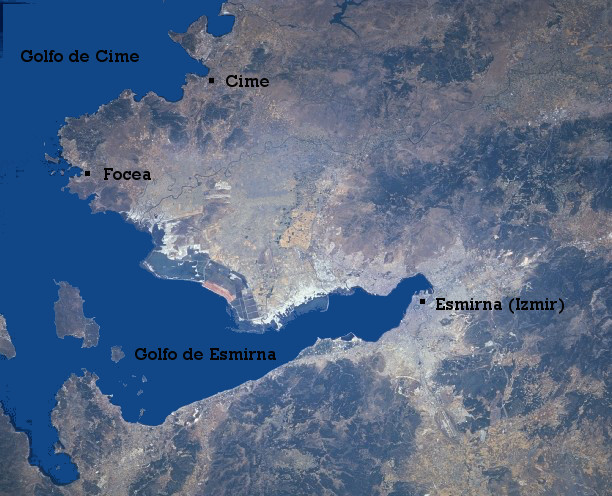
Foto satélite del golfo de Esmirna.

Esmirna, situada en la costa occidental del país, era en aquel tiempo un populoso puerto de mar y paso de algunas rutas comerciales. En la época de Ignacio, su obispo era Policarpo, que recibió a Ignacio en nombre de la iglesia de los esmirniotas. Según el Martirio colbertino, ambos «habían sido en otro tiempo discípulos u oyentes del Apóstol Juan», posibilidad que Jerónimo de Estridón también considera. El discipulado joánico de Policarpo es confirmado sin ambages por Ireneo de Lyon y se tiene por histórico, pero el de Ignacio es más controvertido. A pesar de que el lenguaje de Ignacio demuestra cierta familiaridad con el de Juan, no hay indicios de que fuese discípulo suyo, ni mucho menos, condiscípulo de Policarpo. De hecho, lo que se trasluce de las cartas es que Policarpo y él se conocieron precisamente entonces. El aprecio que llegaron a profesarse se trasluce en la carta postrer de Ignacio a Policarpo y también en la carta de Policarpo a los filipenses, donde este recaba preocupado noticias sobre Ignacio. 
Durante su estancia en la ciudad, las iglesias vecinas de Éfeso, Magnesia del Meandro y Trales enviaron delegaciones para saludar a Ignacio y atender sus necesidades. Ignacio habló con ellas y tuvo así noticia de la existencia de disensiones y heterodoxias en la zona. A consecuencia de ello, redactó tres cartas: «A los efesios», «A los magnesios» y «A los tralianos» y las entregó a las respectivas delegaciones para que fuesen leídas en la «ekklesia» o asamblea. Su intención al escribirlas era combatir las «falsas doctrinas» que, según él, amenazaban a las comunidades y reforzar con su apoyo la autoridad de los obispos locales. El hecho mismo de escribir cartas tenía ciertas resonancias históricas, pues en aquel tiempo era conocida la carta que Pablo de Tarso había escrito a los efesios medio siglo antes.

### Carta a los efesios

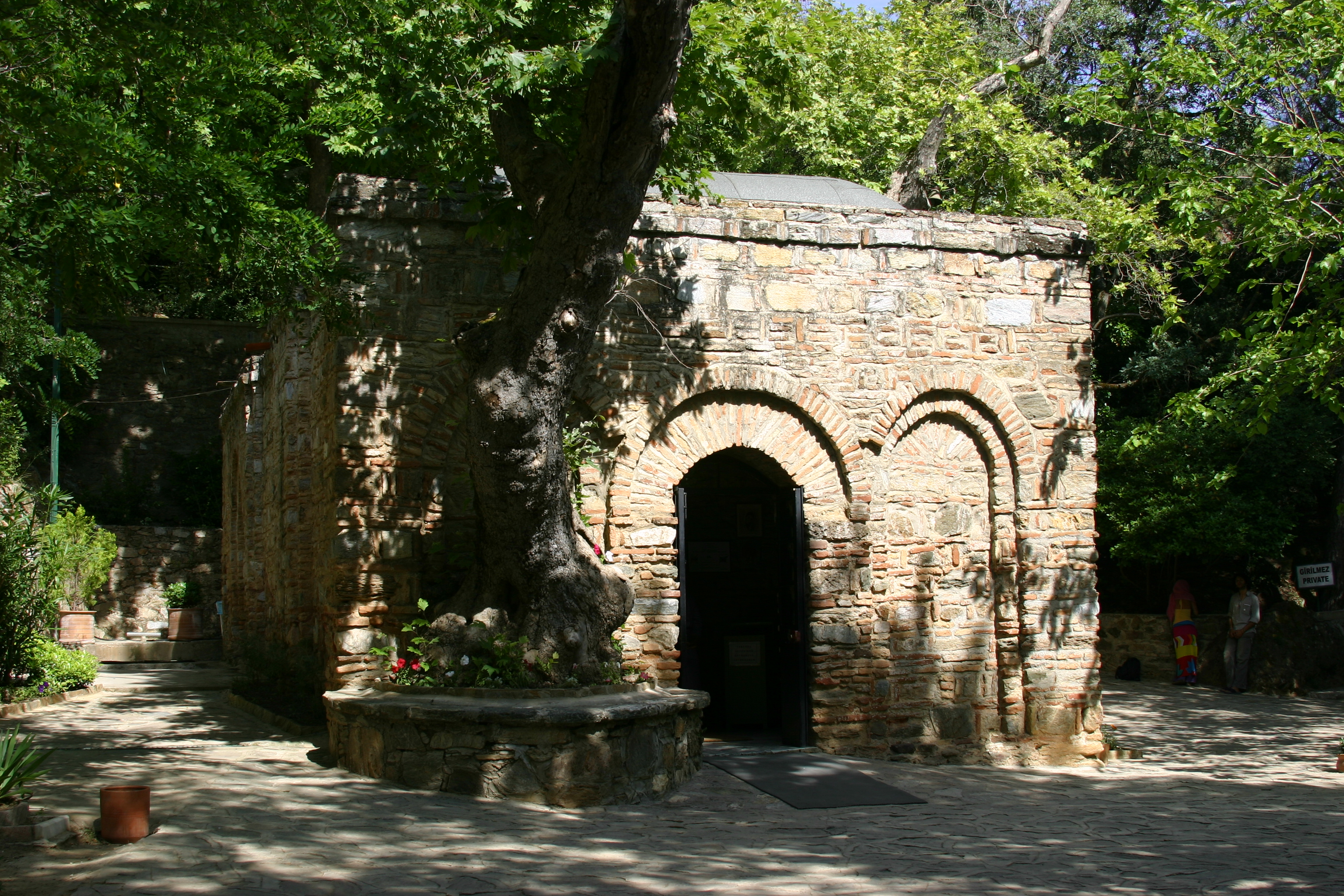
Casa de la Virgen María a las afueras de Éfeso.

La delegación de Éfeso estaba encabezada por su obispo Onésimo, del que no se sabe nada. Se ha especulado que este Onésimo podría ser el mismo que se nombra en la Epístola a Filemón, escrita por Pablo de Tarso. Según esta hipótesis, Onésimo sería el esclavo de Filemón por el que intercedió Pablo décadas antes, que luego habría progresado hasta convertirse en el obispo de la importante iglesia de Éfeso. Ignacio no se hace eco de esta remota posibilidad y solo dice de él que era «indescriptible en la caridad» (Ad Eph. 1, 3). Le acompañaban en la embajada «Burro, Euplo y Frontón» (Ad Eph. 2, 1), además de un tal «Krocos». Burro era un diácono de Éfeso que conocía, paradójicamente, el difícil arte de la escritura. Ignacio, que en la carta le llama «compañero de esclavitud», solicitó a los efesios que lo dejasen a su servicio como secretario (Ad Eph. 2, 1), cosa que en efecto ocurrió, según se desprende de cartas posteriores (Ad Phil. 11, 2) (Ad Smyrn. 12, 1). 
La iglesia de Éfeso tenía una profunda relación con Pablo de Tarso ya que, tiempo atrás, el apóstol había predicado en la ciudad con pena de prisión incluida, dejando allí no solo una comunidad estable y un recuerdo duradero de su paso sino, además, una carta dirigida a ellos, la Epístola a los efesios. Ignacio demuestra conocer todo esto cuando les dice: «vosotros, que fuisteis compañeros de Pablo en la iniciación de los misterios» (Ad Eph. 12, 2). Su conocimiento de la epístola se deja notar en el saludo de la carta, lleno de resonancias.

Ἰγνάτιος ὁ καὶ Θεοφόρος, τῇ εὐλογημένῃ ἐν μεγέθει θεοῦ πατρὸς πληρώματι, τῇ προωρισμένῃ πρὸ αἰώνων εἶναι διὰ παντὸς εἰς δόξαν παράμονον ἄτρεπτον, ἡνωμένῃ καὶ ἐκλελεγμένῃ ἐν πάθει ἀληθινῷ, ἐν θελήματι τοῦ πατρὸς καὶ Ἰησοῦ Χριστοῦ τοῦ θεοῦ ἡμῶν, τῇ ἐκκλησίᾳ τῇ ἀξιομακρίστῳ, τῇ οὔσῃ ἐν Ἐφέσῳ τῆς Ἀσίας, πλεῖστα ἐν Ἰησοῦ Χριστῷ καὶ ἐν ἀμώμῳ χαρᾷ χαίρειν.
Ignacio, el también (llamado) «portador de Dios» (Teoforo), a la que (recibe) bendición en la gran plenitud de Dios Padre, la predeterminada antes de los siglos para una gloria eterna, unida y llamada en sufrimiento verdadero, por la voluntad del Padre y Jesucristo, del Dios nuestro, a la Iglesia digna de gran bienaventuranza, la que se encuentra en Éfeso de Asia, gran gozo en Jesucristo en la alegría inmaculada.
Ad Eph. Intr.

La comunidad de Éfeso estaba dividida y la autoridad de su obispo era cuestionada. La carta de Ignacio debía leerse ante los miembros de la asamblea como un llamamiento a la unidad, entendida en este caso como unidad en torno al obispo, también presente: «os conviene correr a una con la voluntad del obispo» (Ad Eph. 4, 1). La unidad, según Ignacio, empezaba ya por el presbiterio o colegio de ancianos, que debían armonizar con el obispo «como las cuerdas con la cítara» (Ad Eph. 4, 1). Esta metáfora musical alcanzaba asimismo al resto de la asamblea, que debía cantar a coro, con una única voz, «al Padre, por medio de Jesucristo» (Ad Eph. 4, 2). Ignacio añade al carácter disciplinar de sus recomendaciones una interpretación espiritual del episcopado: «… es necesario considerar al obispo como al Señor mismo» (Ad Eph. 6, 1), pensamiento que desarrollará después, en otras cartas.
No solo la unidad de los efesios preocupaba a Ignacio. También la presencia de herejías: «He sabido que han pasado algunos que querían sembrar mala doctrina (Ad Eph. 9, 1)». Ignacio los llama «perros rabiosos que muerden a traición» (Ad Eph. 7, 1). La doctrina concreta que estos tales enseñaban no se menciona explícitamente y solo se puede inferir indirectamente de la respuesta de Ignacio. Quizás enseñaban que Jesús era solo un hombre nacido de María y elegido por Dios como Mesías como lo afirmaba la herejía del ebionismo, o quizás enseñaban que, por el contrario, era verdadero Dios pero que no había existido «en la carne», es decir, en forma humana, sino solo en apariencia como decían los docetas. La respuesta de Ignacio rechaza ambas cristologías resaltando a un tiempo la naturaleza humana y divina de Cristo:

εἷς ἰατρός ἐστιν, σαρκικός τε καὶ πνευματικός, γεννητὸς καὶ ἀγέννητος, ἐν ἀνθρώπῳ θεός, ἐν θανάτῳ ζωὴ ἀληθινή, καὶ ἐκ Μαριας καὶ ἐκ θεοῦ, πρῶτον παθητὸς καὶ τότε ἀπαθής, Ἰησοῦς Χριστὸς ὁ κύριος ἡμῶν.
Hay un médico, carnal y espiritual, creado e increado, en hombre Dios, en muerte vida verdadera, y (nacido de) de María y de Dios, primero pasible y luego impasible, Jesucristo, el Señor nuestro.
Ad Eph. 7, 2

La respuesta a esta heterodoxia que los cristianos de Éfeso parecen haber rechazado lo podemos constatar en : «(...) pero no les habéis permitido sembrarla entre vosotros, tapasteis vuestros oídos para no recibir lo que ellos siembran (Ad Eph. 9, 1)». Esta respuesta no es simplemente doctrinal, sino que Ignacio pide oraciones por aquellos que esparcen esta mala doctrina para que, viendo el buen ejemplo de los cristianos de Éfeso, se lleguen a convertir. Es ante todo, el buen ejemplo, la santidad de la Iglesia de Éfeso, la respuesta a esta herejía que se expande: 

"Orad sin cesar" por los otros hombres, porque hay en ellos esperanza de arrepentirse, para que lleguen a Dios. Permitidles, pues, al menos por vuestras obras, ser vuestros discípulos. Frente a sus iras, vosotros sed mansos; a sus jactancias, vosotros sed humildes; a sus blasfemias, vosotros mostrad vuestras oraciones; a sus errores, vosotros sed "firmes en la fe"; a su fiereza, vosotros sed apacibles, sin buscar imitarlos.
Ad Eph. 10, 1.2

Con respecto a la virginidad de María, la epístola es uno de los más antiguos e importantes testimonios patrísticos: 

Al príncipe de este mundo le ha sido ocultada la virginidad de María, y su alumbramiento, al igual que la muerte del Señor: tres misterios sonoros, que fueron realizados en el silencio de Dios.
Ad Eph. 19, 1

Un pasaje singular de la carta es el Himno de la estrella. Llámase así a una recitación de carácter poético contenida en el capítulo XIX que habla de la aparición de una estrella en el cielo capaz de ocultar con su brillo el esplendor del resto de los astros. El pasaje parece inspirarse en el sueño de José y recuerda la narración de la Epifanía contenida en el Evangelio de Mateo.

Un astro brilló en el cielo más que todos los demás astros, y su luz era inenarrable, su novedad causaba admiración; el resto de astros con el sol y la luna hicieron coro con este astro, que los superó a todos con su luz. Había agitación (por saber) de dónde (venía algo tan) distinto a los demás. (Ad Eph. 19, 2)
He aquí que unos magos vinieron del oriente a Jerusalén, preguntando: —¿Dónde está el rey de los Judíos, que ha nacido? Porque hemos visto su estrella en el oriente y hemos venido para adorarle... Y he aquí la estrella que habían visto en el oriente iba delante de ellos, hasta que llegó y se detuvo sobre donde estaba el niño. Al ver la estrella, se regocijaron con gran alegría. Cuando entraron en la casa, vieron al niño con María su madre, y postrándose le adoraron. Entonces abrieron sus tesoros y le ofrecieron presentes de oro, incienso y mirra.
Evangelio de Mateo.

Se supone que el Himno de la estrella era una oración preexistente, o bien una parte de ella, que Ignacio cita de memoria al hilo de su carta. Tal vez fuese alguna fórmula litúrgica o un mero poema literario.
La carta a los efesios, a pesar de ser la más extensa, debió de parecerle insuficiente. Casi al final, Ignacio se comprometió a enviar otro escrito donde debía desvelarles «el designio divino sobre el hombre nuevo, que es Jesucristo» (Ad Eph. 20, 1). Parece, sin embargo, que no pudo realizar su propósito. Por el momento había que redactar otras dos cartas más e Ignacio se despide de los efesios, pidiéndoles una oración por «la Iglesia de Siria» (Ad Eph. 21, 2).

### Carta a los magnesios

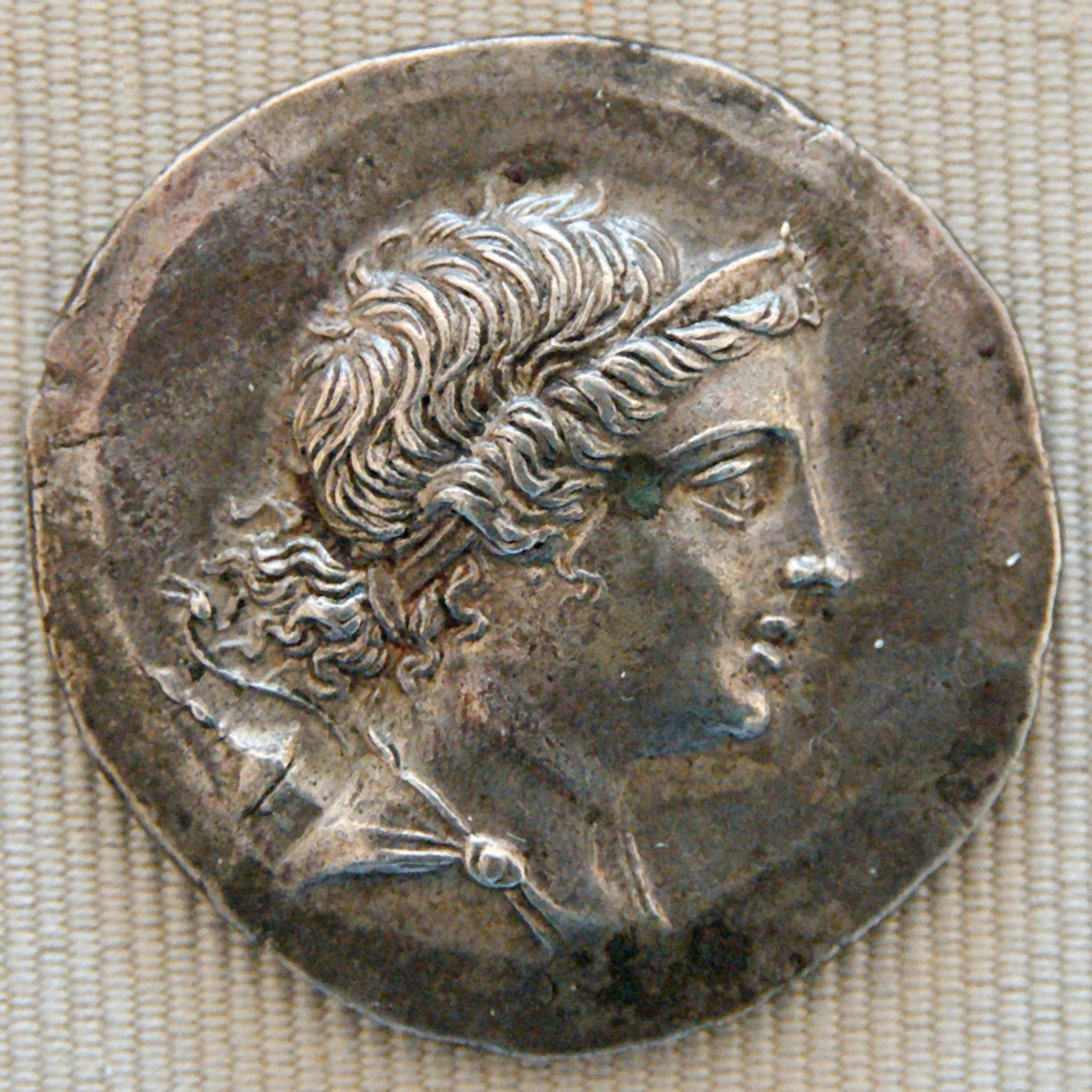
Tetradracma de plata de la ciudad de Magnesia del Meandro.

La Carta a los magnesios es el escrito segundo dentro del orden citado por Eusebio de Cesarea (HE III,36). Fue redactada durante la visita de la delegación de Magnesia del Meandro y en presencia de la de Éfeso (Ad Magn. 15, 1). La embajada de los magnesios estaba compuesta por el obispo Damas, los presbíteros Basso y Apolonio y el diácono Zósimo, a quien Ignacio llama de nuevo «compañero de esclavitud» (Ad Magn. 2, 1). La comunidad de Magnesia estaba inmersa en un conflicto similar al de los efesios. Por una parte, el obispo Damas era muy joven y aunque, según Ignacio, los presbíteros no se aprovechaban de esa circunstancia (Ad Magn. 3, 1), otros «prescindían de él» (Ad Magn. 4, 1) y se reunían por su cuenta. Ignacio exhorta a los magnesios para que hagan todo «en la concordia de Dios», y añade: «con el obispo presidiendo en el lugar de Dios» (Ad Magn. 6, 1). De aquellos carismáticos que actuaban al margen de la jerarquía local dice: «No parecen tener la conciencia limpia, pues no se reúnen válidamente» (Ad Magn. 4, 1). La eclesiología de Ignacio es rica en metáforas. El obispo es presentado como imagen del Padre, el presbiterio es llamado «asamblea de los apóstoles» (Ad Magn. 6, 1) o «senado de Dios» (Ad Tral. 3, 1) y de los diáconos dice que son servidores de la Iglesia al servicio de Jesucristo y que fueron establecidos por la voluntad de Dios. La expresión «compañero de esclavitud», que utiliza Ignacio para referirse a ellos, aparece en cuatro cartas. No se sabe la razón de su uso. Se ha especulado al respecto que quizás Ignacio no fuese realmente el obispo de Siria sino un diácono de allí. Se aduce en favor de esta posibilidad el hecho de que Ignacio declare en otras cartas que es «el último de la Iglesia de Siria», y añada asimismo que no es digno de pertenecer a ella. Sin embargo, esto choca frontalmente con alguna información contenida en la carta a los romanos. 
Además de exhortar a la unidad, Ignacio previene a los magnesios contra doctrinas judaizantes, extrapolando tal vez su experiencia al frente de la Iglesia antioquena. Ignacio es duro en el fondo y en la forma. Trata al judaísmo de «viejos cuentos», tildándolo de «inútil» (Ad Magn. 8, 1). También lo considera «mala levadura, anticuada y agria» (Ad Magn. 10, 2). Frente al modo de vida judío, contrapone él la vida en Cristo, diciendo: «Es absurdo hablar de Jesucristo y vivir al modo judío» (Ad Magn. 10, 3). De Cristo afirma que es «la Palabra de Dios salida del Silencio» (Ad Magn. 8, 1). Al igual que hiciese en la carta a los efesios, Ignacio termina pidiendo con preocupación a los magnesios que recen por la Iglesia de Siria «para que Dios se digne hacer caer sobre ella su rocío» (Ad Magn. 14, 1).

### Carta a los tralianos

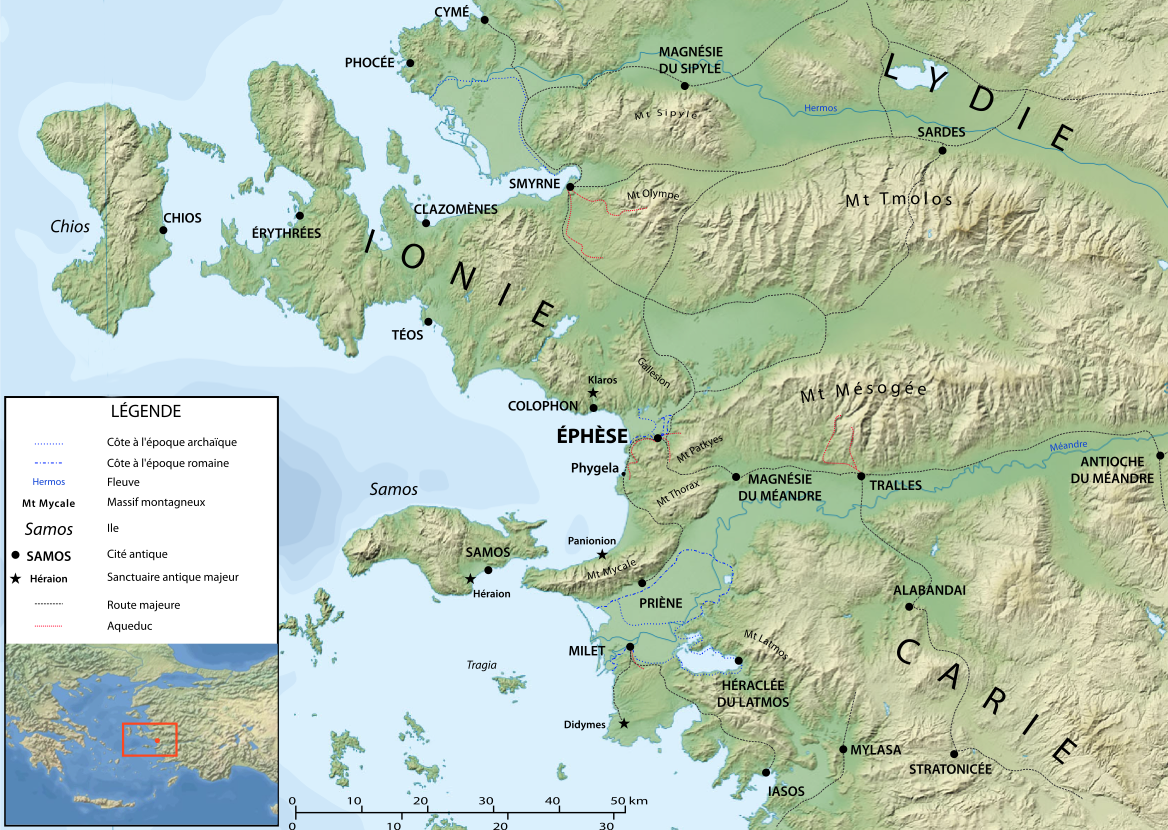
Mapa de la zona con las ciudades de Éfeso, Magnesia del Meandro, Trales y Esmirna.

La Carta a los tralianos es la tercera dentro del orden dado por Eusebio. Al igual que las anteriores fue escrita en Esmirna (Ad Tral. 12, 1) en compañía de representantes de Éfeso y de esta ciudad (Ad Tral. 13, 1). La delegación de Trales estaba bajo la autoridad del obispo Polibio, que tal vez acudió solo, dado que en la carta no se mencionan otros nombres. Los problemas de la Iglesia de Trales eran diferentes. Aunque no faltan en la carta exhortaciones a la unidad (comunión con el Papa, los Obispos; también confianza en la sus sacerdotes y diáconos), no parece que hubiese, como ocurría en Éfeso o Magnesia, un desafío concreto contra la autoridad. La comunidad parecía tranquila pero debía estar atenta de las «hierbas extrañas» o herejías (Ad Tral. 6, 1). Si en las otras comunidades había controversias derivadas de la animadversión mutua entre judíos y cristianos, en Trales la hierba extraña, o «veneno mortal» (Ad Tral. 6, 2) que dice Ignacio, es una doctrina, fruto del sincretismo griego, conocida como docetismo. El docetismo, del griego dókesis, que significa «apariencia», era una creencia que, ante la imposibilidad de conciliar que Jesucristo pudiera ser Dios y sufrir la abominable muerte en la cruz, afirmaba que tal sufrimiento y tal muerte habían sido solo «aparentes». Para refutar esta doctrina, Ignacio refuerza la humanidad e historicidad de Jesús diciendo que nació «verdaderamente», que sufrió «verdaderamente», que fue crucificado «verdaderamente» y que resucitó «verdaderamente» (Ad Tral. 9, 1). Además de eso, ofrece unos sucintos datos biográficos sobre la persona de Jesús que era «del linaje de David e hijo de María» (Ad Tral. 9, 1) y que, como inapreciable argumento, «comía y bebía» (Ad Tral. 9, 1). La argumentación de Ignacio se entrelazaba con su propia situación como condenado a muerte ya que, si la muerte de Jesucristo había sido solo «aparente», carecía de sentido morir «verdaderamente» por él. Para Ignacio, la muerte y resurrección de Cristo es lo que daba sentido a la suya. Por eso dice que, de ser cierta la doctrina doceta, «moría inútilmente» (Ad Tral. 10). Como las otras cartas, también esta termina pidiendo a los tralianos que recen por la Iglesia de Siria.

### Carta a los romanos

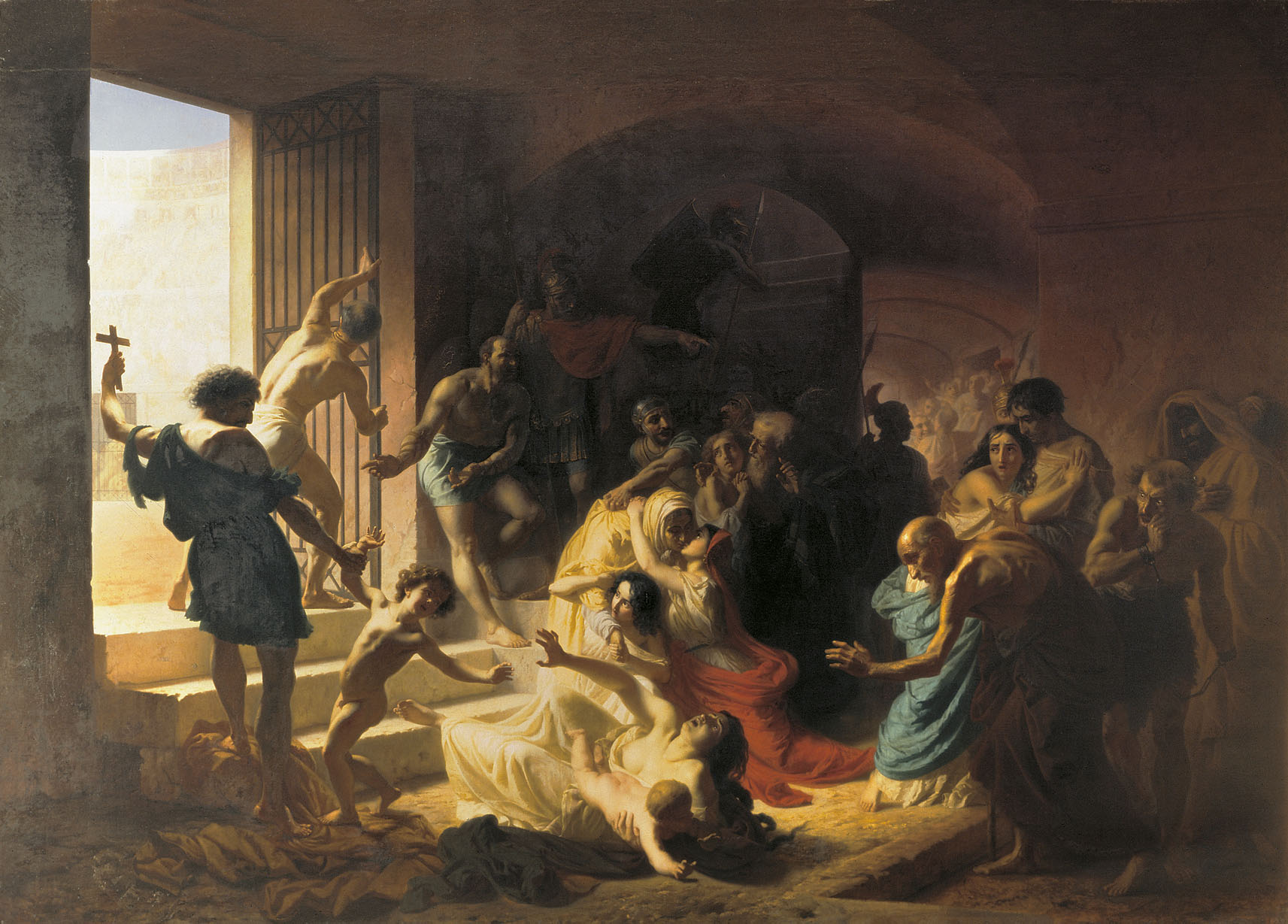
Recreación idealizada de unos mártires cristianos momentos antes de ser echados a la arena.

La visita de las tres delegaciones se saldó con la redacción de tres cartas, pero la actividad de Ignacio en Esmirna no se detuvo ahí. Nueve días antes de las calendas de septiembre (Ad Rom. 10, 3), un 24 de agosto, Ignacio escribió el más importante de sus escritos: la «Carta a los romanos». Esta carta es singular por varios motivos. Es la única dirigida a una comunidad no asiática y la única también que no contiene exhortaciones a la unidad ni previene contra herejías. Ignacio estaba preocupado ante la posibilidad de que la Iglesia de Roma moviese sus influencias para librarle de las fieras. Su deseo era morir, no porque la muerte fuese en sí algo deseable, sino porque consideraba que, a través de ella, había de alcanzar, por imitación, a Cristo: «Permitidme imitar la pasión de mi Dios» (Ad Rom. 6, 3). Estaba dispuesto a soportarlo todo: «Fuego y cruz, manadas de fieras, quebrantamientos de huesos, descoyuntamiento de miembros, trituramiento del cuerpo, atroces torturas del diablo vengan sobre mí con tal de alcanzar a Jesucristo» (Ad Rom. 5, 1). El cuerpo era, para él, prescindible y, con la muerte, su espíritu había de liberarse: «Cuando el mundo no vea mi cuerpo, seré en verdad discípulo» (Ad Rom. 4, 2); «si sufro el martirio, seré un liberto de Jesucristo y en él resucitaré» (Ad Rom. 4, 3); «cuando eso suceda seré un hombre (Ad Rom. 6, 2)». Ese alcanzar a Cristo tenía su parte de anhelo místico: «Busco a Aquel que murió por nosotros, quiero a Aquel que resucitó por nosotros» (Ad Rom. 6, 1); «dejadme alcanzar la luz pura» (Ad Rom. 6, 1); «... un agua viva habla dentro de mí y me dice: Ven al Padre.» (Ad Rom. 7, 2). Más que un final, la muerte representaba para él una transformación radical y positiva:

Trigo soy de Dios, molido por los dientes de las fieras, y convertido en pan puro de Cristo (Ad Rom. 4, 1),

O también un nuevo nacimiento: «Mi parto es inminente» (Ad Rom. 6, 1); «¡bello es que el sol de mi vida se vuelva hacia Dios a fin de que en él yo amanezca!» (Ad Rom. 2, 2).
Más allá de este aspecto místico y martirial, la carta a los romanos es importante también porque atañe a un tema sensible de debate entre los cristianos católicos, protestantes y ortodoxos, a saber, el primado de Roma en los primeros siglos del cristianismo. En un principio, las iglesias cristianas estaban organizadas como núcleos más o menos independientes entre las que sobresalían, a modo de hermanos mayores, aquellas ubicadas en las ciudades importantes. Los cristianos católicos consideran que la iglesia de Roma era en aquella época la más importante de todas y que el obispo de Roma era reconocido ya como el papa de la cristiandad, en virtud de ser el sucesor de san Pedro. Ortodoxos y protestantes no dudan de la importancia de Roma pero creen que, en la antigüedad, las iglesias estaban organizadas como una federación de la cual Roma y su obispo serían, como mucho, primus inter pares. A la luz de este conflicto, más bien tardío en la historia de la Iglesia, la carta de Ignacio a los romanos se ha convertido en un arma arrojadiza. Diversos pasajes se arguyen para sustentar que dicho primado era reconocido ya desde época temprana. Uno de ellos es el propio saludo de la carta, el más extenso de los redactados por Ignacio.

Ἰγνάτιος, ὁ καὶ Θεοφόρος, τῇ ἠλεημένῃ ἐν μεγαλειότητι πατρὸς ὑψίστου καὶ Ἰησοῦ Χριστοῦ τοῦ μόνου υἱοῦ αὐτοῦ ἐκκλησίᾳ ἠγαπημένῃ καὶ πεφωτισμένῃ ἐν θελήματι τοῦ θελήσαντος τὰ πάντα, ἃ ἔστιν, κατὰ ἀγάπην Ἰησοῦ Χριστοῦ, τοῦ θεοῦ ἡμῶν, ἥτις καὶ προκάθηται ἐν τόπῳ χωρίου ῾Ρωμαίων, ἀξιόθεος, ἀξιεπίτευκτος, ἀξιοπρεπής, ἀξιομακάριστος, ἀξιέπαινος, ἀξίαγνος καὶ προκαθημένη τῆς ἀγάπης, χριστώνομος, πατρώνυμος, ἣν καὶ ἀσπάζομαι ἐν ὀνόματι Ἰησοῦ Χριστοῦ, υἱοῦ πατρός· κατὰ σάρκα καὶ πνεῦμα ἡνωμένοις πάσῃ ἐντολῇ αὐτοῦ, πεπληρωμένοις χάριτος θεοῦ ἀδιακρίτως καὶ ἀποδιϋλισμένοις ἀπὸ παντὸς ἀλλοτρίου χρώματος πλεῖστα ἐν Ἰησοῦ Χριστῷ, τῷ θεῷ ἡμῶν, ἀμώμως χαίρειν.
Ignacio, el también (llamado) «portador de Dios» (o Teóforo), a la perdonada en la magnanimidad del Altísimo Padre y de Jesucristo, su único Hijo, a la iglesia amada e iluminada en la voluntad de quien ha querido todo lo que es según el amor de Jesucristo, el Dios nuestro; a la que preside en la región de los romanos, digna de Dios, digna de honor, digna de bienaventuranza, digna de alabanza, digna de ser favorecida, digna de inocencia, que preside en el amor, la que posee la ley de Cristo (y) el nombre del Padre, a ella la beso (en saludo) en el nombre de Jesucristo, hijo del Padre: unidos según la carne y el espíritu en todo mandato de Él, llenos de la gracia de Dios, indivisa y separada de cualquier color diverso, les deseo en Jesucristo, el Dios nuestro, abundante gozo...
Ad Rom. Intr.

Que, para Ignacio, la iglesia de Roma era la más importante de todas a las que escribe se desprende de la extensión y calidad de su alabanza. Estas expresiones son únicas dentro de la correspondencia ignaciana. Otro pasaje de la carta que parece otorgar cierta preeminencia intelectual a Roma es el siguiente: «Nunca habéis envidiado a nadie, a otros habéis enseñado» (Ad Rom. 3, 1). Es posible que Ignacio se esté refiriendo aquí a la carta de Clemente a los corintios, pero no se puede asegurar. En cualquier caso no se dejaría con ello el asunto, porque la carta de Clemente es aducida también como prueba del primado de la Iglesia romana. Por último, el tutelaje romano parece indicado por el siguiente pasaje: «... acordaos de la iglesia de Siria que, en mi lugar, tiene a Dios como pastor. Sólo Jesucristo y vuestro amor desempeñarán el oficio de obispo» (Ad Rom. 9, 1).
Pero no son tan solo el saludo o algunos comentarios aislados los que demuestran la singularidad de esta carta. Ya desde el comienzo, Ignacio adopta una actitud diferente, lejos de la perspectiva de maestro que había utilizado anteriormente. La «Carta a los romanos» es un ruego humilde donde la jerarquía se difumina e Ignacio se despoja de su autoridad. 

No os doy órdenes como Pedro y Pablo. Ellos eran apóstoles. Yo, un condenado a muerte. (Ad Rom. 4, 3).

No ha pasado desapercibido el hecho de que en la carta a los romanos no figura el nombre de ningún obispo. Sobre ello se ha especulado que el episcopado monárquico propugnado por Ignacio para las Iglesias de Asia podría ser un modelo típico de Asia y que, en concreto, en la comunidad de Roma podría no haber eso que Ignacio llama obispo o supervisor, o bien podría haber varios formando un colegio sin que uno de ellos pudiese significarse como el «obispo de Roma», es decir, como un sucesor monárquico de san Pedro a quien considerar como papa. El problema y la virtud de las cartas de Ignacio es que aparecen como un hito aislado de la literatura cristiana y hay poco material para contrastar las diversas interpretaciones que permiten.
De las cartas de san Ignacio esta es la más importante por su contenido y su testimonio de cristiano para afrontar la muerte. Esta carta se puede dividir en 10 puntos aquí presentamos un resumen.
1.	Temo vuestra caridad: porque no me cause daño, porque a vosotros es fácil hacer lo que queráis, pero, para mi es difícil alcanzar a Dios, a menos que seáis clemente conmigo.
2.	Mientras está el altar preparado: no me concedáis otras cosas del que yo sea derramado como una libación a Dios.
3.	A otros habéis enseñado: rogad solo, que yo tenga poder por dentro y por fuera de modo que no solo pueda decirlo sino también desearlo, que pueda no solo ser llamado cristiano, sino serlo de verdad.
4.	Soy trigo de Dios: dejadme que sea entregado a las fieras puesto que por ellas puedo llegar a Dios soy el trigo de Dios, y soy molido por las dentellas de las fieras para que pueda ser llamado pan puro.
5.	Atado a diez leopardos: a pesar de los maltratos y los ataques de los leopardos pasó a ser de modo más completo un discípulo; no por eso estoy justificado.
6.	Mi partida es inminente: anhela unirse por completo a Dios; espera ansioso nacer a la vida eterna.
7.	Mi amor ha sido crucificado: pide que no intervengan en contra de su voluntad, aunque el de boca por debilidad lo pida; demanda, más bien, que sigan las instrucciones de la carta.
8.	No quiero vivir según los hombres: no desea vivir la vida humana, y pide a la comunidad que eleve súplicas en su favor para que lo consiga.
9.	Por pastor a Dios: va formulando su despedida y pide oraciones para la iglesia de Siria afirmando que en su lugar tendrá a Dios como pastor, también tiene presente a las demás Iglesias.
10.	Palabras de despedida: está en Esmirna camino a Roma y anuncia que está cerca. Me despido adiós hasta el fin en la constancia de Jesucristo.

### De Esmirna a Tróade

Localización de la Tróade.

En algún momento posterior a ese 24 de agosto en que se redactó la «Carta a los romanos», la expedición partió de Esmirna hacia el norte, camino de la Tróade. Este territorio, enclave siglos atrás de la mítica Troya, estaba situado en la esquina noroccidental del territorio asiático, frente a las costas greco-macedonias. Su capital era el importante puerto de Tróade, Troas o Alejandría Troas que, en el siglo I, era un lugar de tránsito entre Asia y Europa. El pasaje entre los dos continentes se realizaba en un trayecto por mar de 230 km que hacía escala en la isla de Samotracia. La travesía terminaba en Neápolis de Macedonia, puerto de la vecina Filipos desde donde el camino hacia Roma era casi directo. En lo referente a la tradición cristiana, Tróade era conocida por ser el lugar donde san Pablo tuvo el sueño que le hizo cruzar a Europa, según afirman los Hechos de los Apóstoles (Hch 16, 9-10). También en Tróade supone la tradición que se incorporó a su expedición el evangelista Lucas, ya que en este punto de dicho relato comienzan los fragmentos narrados en primera persona del plural.
Del trayecto hasta Tróade no se conserva ninguna noticia, ni siquiera en las cartas. El Martirio colbertino comenta únicamente que, como los soldados apremiaban, se hicieron a la mar en Esmirna y arribaron a Troas. A pesar del silencio de las fuentes, se deduce de la correspondencia que viajaban con él varias personas. Es el caso de Filón, diácono de Cilicia que, según Ignacio, «me sirve en el ministerio de Dios» (Ad Phil. 11, 1), el de Reo Agatopodo «que me sigue desde Siria renunciando a su vida» (Ad Phil. 11, 1) y el del diácono Burro, cuya presencia está atestiguada porque redactará las restantes cartas de Ignacio. En la ciudad de Tróade había una comunidad cristiana o, cuando menos, algunos hermanos, que debieron de recibirle. Estando allí, redactó tres cartas más que completan el número de siete que se le atribuyen. Son: «A los filadelfios», «A los esmirniotas», y la «Carta a Policarpo».

### Carta a los filadelfios
Ignacio había pasado por Filadelfia durante el viaje que, por tierra y por mar (Ad Rom. 5, 1), le había llevado hasta Esmirna. Lo ocurrido en esa localidad se conoce únicamente por la carta que luego les dirigió desde Tróade y en la que aborda, como hiciese antes con los efesios, magnesios y tralianos, los problemas de la comunidad. La diferencia radica esta vez en que Ignacio conoció la situación de primera mano y en que él, a su vez, era conocido por los filadelfios: «... no se podrá decir que fui gravoso a nadie...» (Ad Phil. 6, 3). La «Carta a los filadelfios» denota, como las otras, problemas de unidad y doctrina: «Huid de la división y de las malas doctrinas» (Ad Phil. 2, 1). Algunos celebraban la eucaristía por su cuenta y otros profesaban alguna forma de judaísmo. Cuando estos mismos le preguntaron en qué archivos estaba consignado el evangelio que él predicaba, Ignacio respondió: «Mi archivo es Jesucristo, su cruz, su muerte, su resurrección y la fe que, de él, me viene» (Ad Phil. 8, 2). También afirma en la carta: «Es mejor escuchar el cristianismo de labios de un circunciso que el judaísmo de labios de un incircunciso» (Ad Phil. 6, 1).
El hecho de que tantas comunidades de Asia vivieran inmersas en conflictos doctrinales ha suscitado un debate, vivo aún hoy, sobre el número y la naturaleza de las doctrinas combatidas por Ignacio. Es difícil explicar que todas las comunidades de Asia referidas por Ignacio padeciesen al mismo tiempo estos problemas. Al examinar las cartas, se perciben en cada una de ellas matices doctrinales específicos. Así, mientras la carta a los tralianos desarrolla una polémica antidoceta, en Magnesia y Filadelfia arremete contra el judaísmo. Esto ha llevado a formular la hipótesis de que en Asia coexistían dos grupos o tendencias opuestas al cristianismo defendido por Ignacio. También se ha supuesto la existencia de un único grupo con características mezcladas, o incluso tres grupos de opositores. La enérgica reacción de Ignacio podría representar, a su vez, la posición y el estatus de la Iglesia antioquena, caracterizada por una avanzada unidad eclesial (episcopado monárquico) y su endémica aversión al judaísmo. 
Estando en Tróade, Ignacio recibió una noticia tranquilizadora de la que da cuenta en la carta: la Iglesia de Siria «ha encontrado la paz» y, por ello, ruega a los filadelfios que escojan a un diácono para que vaya como embajador a Siria y se alegre con ellos (Ad Phil. 10, 1).

### Carta a los esmirniotas
La carta a la comunidad de Esmirna (Turquía) fue enviada desde la ciudad de Tróade. Pertenece al segundo grupo de las cartas redactas camino al martirio. En ella felicita a la comunidad por la fortaleza de su fe y también aborda algunos de los problemas que la comunidad enfrentaba por ser este un tiempo de muchas herejías y confusiones. 
La primera parte de la carta revela que en esta comunidad circulaban doctrinas próximas al docetismo –herejía del siglo I que veía en la Encarnación de Cristo tan solo una apariencia– por eso insiste en que toda la vida de Cristo, desde su Encarnación hasta su Muerte y Resurrección es verdadera y no simple apariencia. San Ignacio se pone a sí mismo como testigo de esta verdad:  

Porque si solo en apariencia fueron hechas todas estas cosas por nuestro Señor, luego también yo estoy cargado de cadenas en apariencia. ¿Por qué, entonces, me he entregado yo a la muerte?
Ad Smyrn. 4, 2

El lenguaje de la carta es muy duro contra todos aquellos que niegan la verdadera humanidad de Cristo. Pues si los mismos ángeles son juzgados si no creen en la sangre de Jesucristo, también lo serán aquellos que no escucharon las profecías ni la ley de Moisés, ni el Evangelio.

No me pareció bien escribir sus nombres, siendo infieles. Hasta ni me acontezca recordarlos si quiera…
Ad Smyrn. 5, 3

Quienes no son capaces de reconocer a Cristo como verdadero Dios y verdadero hombre, tampoco serán capaces de reconocer la Eucaristía que es el Cuerpo y la Sangre de Jesús, ya que, si lo aceptasen, contradiría su doctrina: 

Observad bien a los que sostienen doctrina extraña respecto a la gracia de Jesucristo que vino a vosotros, que éstos son contrarios a la mente de Dios [...] Se abstienen de la eucaristía y de la oración, porque ellos no admiten que la eucaristía sea la carne de nuestro Salvador Jesucristo, cuya carne sufrió por nuestros pecados, y a quien el Padre resucitó por su bondad
Ad Smyrn. 6,2-7,1

Además, el autor da testimonio de la jerarquía tripartita: episcopado monárquico, presbiterado y diaconado. Seguidamente exhorta a la obediencia a los obispos, pidiendo encarecidamente la unidad en la fe e insistiendo en el hecho de que el obispo es el dispensador de los misterios de Dios, por lo que ni el bautismo ni el ágape ni la Eucaristía pueden celebrarse sin él. 
San Ignacio es el primero en referirse a los fieles colectivamente como la «Iglesia Católica». «Católico» es un término griego que significa «universal».

Donde está el obispo está la comunidad, así como donde está Jesucristo está la Iglesia católica (καθολικη εκκλησια)
Ad Smyrn. 8, 2

La carta termina con saludos y agradecimientos para la comunidad y los conocidos de Ignacio en Esmirna y hace una nueva alusión a la paz alcanzada por la Iglesia en Antioquía (Siria) luego de  que las persecuciones cesaron.

### Carta a Policarpo

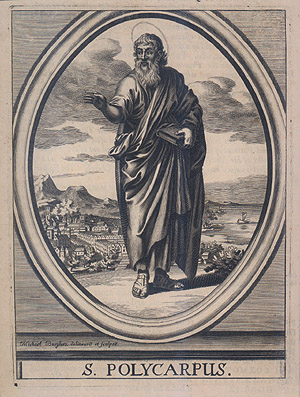
Policarpo, obispo de Esmirna, Padre Apóstólico, amigo y discípulo de Ignacio.

La «Carta a Policarpo» es el único de los escritos de Ignacio que está dirigido a una persona y no a una comunidad. Impresionado por el joven obispo, Ignacio le escribió desde Tróade una carta de exhortación. Es la carta que una persona camino de la muerte dirige a otra que tiene una vida por delante y una tarea que cumplir al frente de su Iglesia. Es una relación de consejos muy variados destinados a preparar a Policarpo para su labor episcopal.

Sé prudente como la serpiente, puro como la paloma (Ad Pol. 2, 2). Sé sobrio como un atleta (Ad Pol. 2, 3). Dedícate a la oración (Ad Pol. 1, 3). Pide más conocimiento (Ad Pol. 1, 3). Mantente firme como un yunque (Ad Pol. 3, 1). Sé más diligente (Ad Pol. 3, 2). Observa los tiempos (Ad Pol. 3, 2).

El conflicto de la Iglesia de Siria está presente en todas las cartas de Ignacio, primero como petición de ruego a las iglesias y luego como exhortación a la alegría en las siguientes. Se desconoce qué clase de conflicto tenían en Siria ni si tenía relación con el cautiverio de Ignacio. Esto ha dado lugar a diversas especulaciones. La primera de ellas es la teoría de la persecución, que habría continuado tras la detención de Ignacio y que, estando en Tróade, habría cesado. La paz se habría conseguido, por tanto, frente a una circunstancia externa de carácter hostil. Contra esta posibilidad se arguye la falta de referencias directas a dicha persecución en la correspondencia de Ignacio.
En otro sentido, se presume que esta paz se refiere al proceso de elección del sucesor de Ignacio al frente de la Iglesia de Antioquía, proceso que estaría teniendo lugar durante el viaje de Ignacio, o también que podría referirse al fin de cierta disensión interna habida en aquella Iglesia. El final de la carta revela urgencia en su redacción.

No podré escribir a las otras iglesias porque, inesperadamente, zarpo de Tróade a Neápolis.
Ad Pol. 8, 1.

Estas palabras y un rosario de apresurados saludos, escritos sin el orden de una mesurada redacción, son las últimas palabras conocidas de Ignacio.

### La muerte de Ignacio

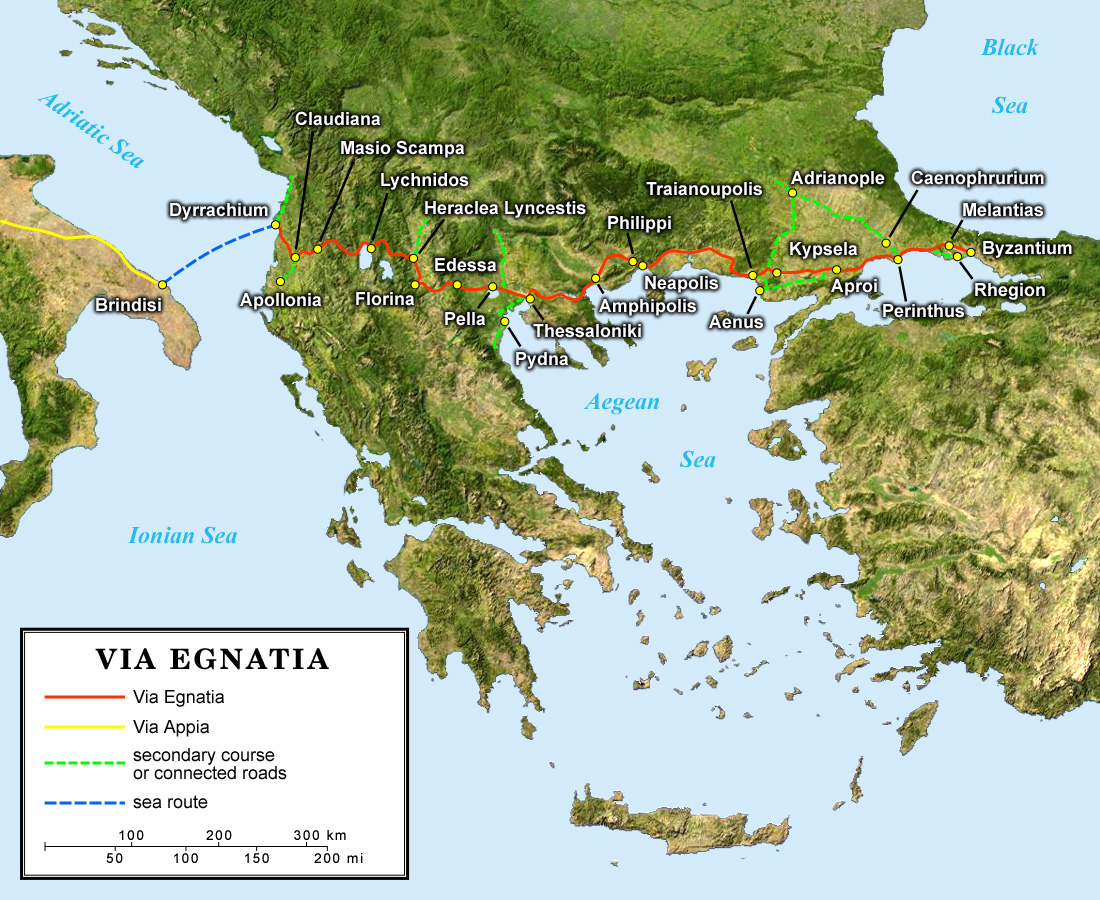
Antigua ruta de la Vía Egnatia.

Tróade era el embarque natural hacia Macedonia, en concreto hacia Neápolis, puerto de Filipos. La ciudad de Filipos estaba enclavada en la Vía Egnatia, principal arteria del imperio oriental y camino más corto entre Roma y Bizancio. Dicha calzada cruzaba la provincia de Macedonia, pasando por su capital Tesalónica, para luego separarse de la costa del mar Egeo y atravesar los montes Balcanes hasta Dirraquio, sito ya en la costa adriática, frente a Italia. Desde Dirraquio, una ruta marítima enlazaba con el puerto de Brindisi, en el talón de la península itálica, del que partía la Vía Apia directamente hacia Roma. Se sabe por una carta de Policarpo de Esmirna que Ignacio pasó por Filipos, pero su huella se pierde poco después. Al cruzar de Asia a Europa, Ignacio traspuso también la frontera entre la noticia histórica y la suposición. Es de imaginar que siguió los caminos establecidos y que finalmente llegó a Roma. Tal vez lo hizo por mar, rodeando la península itálica, como narra el Martirio colbertino, llenando con imaginación la ignorancia de lo sucedido. Y quizá sea verdad eso de que «respondía con alegría a los apremios de los guardias». De su final, fácilmente imaginable, el Martirio dice:

Era el día aquél, ése que los latinos llaman el terciodécimo antes de las calendas de enero [20 de diciembre]. La concurrencia era copiosa, como es costumbre en esas fechas, y el santo fue expuesto a las fieras carniceras. Echado a ellas, cumpliose al momento por gracia de Dios el deseo del mártir Ignacio. Sólo quedaron las partes más duras, que fueron recogidas por los hermanos y llevadas como reliquias a Antioquía donde descansan en una cápsula, tesoro inestimable.
Martirio colbertino 6.4.

El regreso de los restos de Ignacio hasta su ciudad era recordado siglos después por Juan Crisóstomo, que clamaba junto a su sepulcro:

Una vez que en Roma alcanzó el cielo, volvió a nosotros coronado. Si ellos recogieron su sangre, vosotros honráis sus reliquias. Y si ellos le vieron vencer, vosotros le tenéis aquí para siempre. Y con ello se vio la generosidad de Dios, que quiso conceder de una vez un mártir a dos ciudades.

Ignacio bien pudo morir un 20 de diciembre, pero no se sabe en absoluto de qué año. Eusebio data su martirio en el año décimo del reinado de Trajano (98-117), es decir, en el año 107, pero actualmente los investigadores manejan un arco temporal de una década. En cualquier caso, el periplo de Ignacio alcanzó suficiente relevancia como para ser recordado. La Iglesia ortodoxa mantiene el 20 de diciembre para celebrar la conmemoración litúrgica. La Iglesia católica prefiere el 17 de octubre. Pero su huella no acaba ahí, sino que se transmite en la obra de otros padres de la Iglesia.

## Ignacio y la Biblia

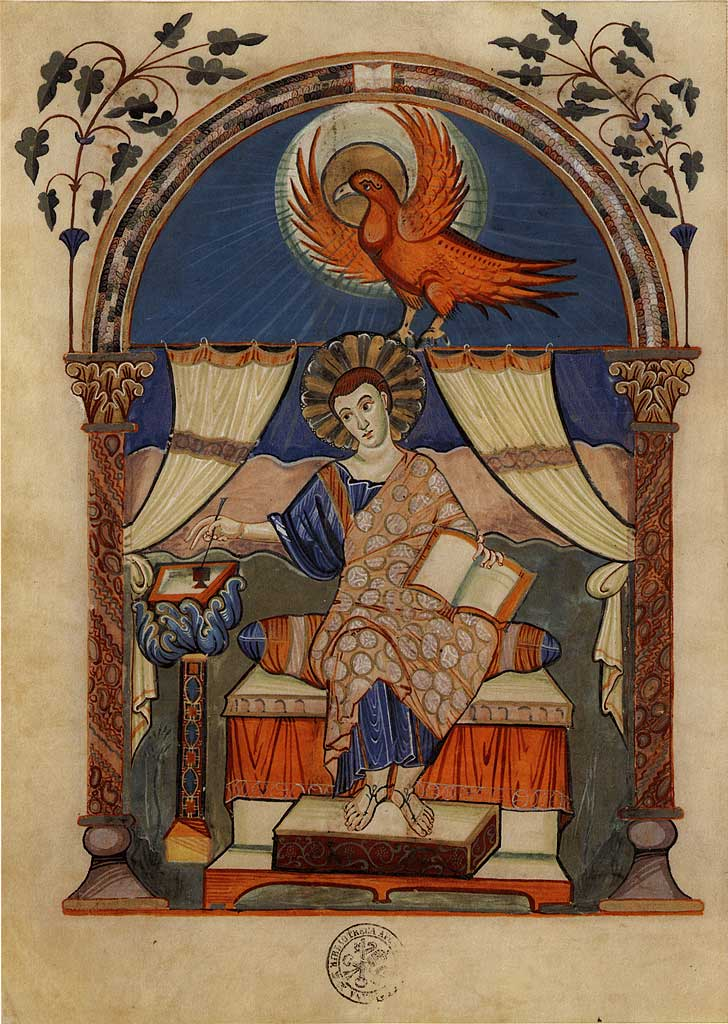
Miniatura representando a san Juan, con su característica águila, escribiendo el Evangelio.

Una de las cuestiones vitales de la literatura cristiana es decidir el tiempo en que fueron redactados los evangelios porque de ello depende su grado de historicidad. Un evangelio que, en lo esencial, se hubiese formado poco después de la muerte de Jesús de Nazaret sería un testigo más fiable que uno formado cien años después de su muerte. Importante también es la identificación de los ámbitos geográficos y culturales donde se formó cada evangelio. La visión clásica de unos evangelios escritos por un único autor inspirado ha sido desplazada gradualmente por una imagen más difusa donde los evangelios se desarrollan progresivamente en el seno de ciertas comunidades y tradiciones. Toda teoría sobre la formación de los evangelios ha de tener en cuenta las huellas objetivas que estos dejaron en los escritores de la época. Las obras de los padres apostólicos son cronológicamente el primer lugar donde se pueden buscar estos indicios ya que, dentro de la incertidumbre típica que afecta a su datación, son escritos más o menos contemporáneos. Otro aspecto que se estudia con interés es el uso que los autores cristianos hacen del Antiguo Testamento. Así, mientras Clemente de Roma trufa su Carta a los corintios con numerosas citas veterotestamentarias, en el caso de Ignacio, este uso es escaso, actitud consecuente con su beligerante paganocristianismo.
Las cartas de Ignacio muestran afinidad con el primer evangelio, el de Mateo, y también con el cuarto, el de Juan. También aparecen huellas de algunas cartas de Pablo. La relación con el primer evangelio es formal y se arguye por la existencia de vocabulario y citas literales comunes a uno y otro. La más clara, pero no la única, es una que figura en la «Carta a los esmirniotas» y que parece una cita textual sacada de Mateo 3, 15. El texto bíblico se sitúa a orillas del río Jordán, donde Jesús de Nazaret se acerca para recibir el bautismo de manos del Juan el Bautista. Juan se niega en un principio a bautizarle y Jesús le insta a ello diciendo:

Déjame hacer ahora, pues conviene que cumplamos toda justicia (Mt 3, 15).

Por otra parte, la introducción de la «Carta a los esmirniotas» dice:

... llenos de certeza en nuestro Señor, que es de la estirpe de David, Hijo de Dios por la voluntad de Dios, nacido de una virgen y bautizado por Juan para que toda justicia sea cumplida… (Ad Smyrn. 1, 1).

Citas como esta sugieren que Ignacio pudo tener entre sus manos un ejemplar del Evangelio de Mateo, por lo que las cartas del mártir constituirían un terminus ante quem para dicho evangelio, haciendo difícil su trasposición a la segunda centuria, como sugieren algunas teorías. La segunda consecuencia es que reforzaría la hipótesis del origen sirio de este evangelio, insinuado también por otros escritos como la Didaché. Algunos rasgos de Ignacio no son, sin embargo, nada mateanos. Ignacio no sigue, por ejemplo, la costumbre de Mateo de interpretar la escritura ni aducirla a favor de cumplimientos proféticos.
La relación con el cuarto evangelio es más compleja y todavía hoy no existe un acuerdo entre los investigadores. No es posible señalar cita alguna que permita afirmar taxativamente que Ignacio tuvo entre sus manos un documento similar en su forma al Evangelio de Juan. Sin embargo, las expresiones que utiliza Ignacio sobre la eucaristía, el Logos y el Espíritu Santo son tan propias de Juan que solo cabe concluir que Ignacio participó de manera íntima en las tradiciones joánicas que cristalizaron en el cuarto evangelio. Este asunto empezó a estudiarse a mediados del siglo XIX y, desde entonces, ha sido una de las cuestiones más disputadas acerca de Ignacio. Un siglo más tarde, y después de varias décadas disputando, un erudito resumía la situación en estos términos:

… el eco del pensamiento de Juan [en las cartas de Ignacio] es tan sorprendente, son tan propios de él ciertos giros expresivos, que el lector con un bagaje del cuarto evangelio no tiene más remedio que preguntarse: ¿de dónde viene este marcado paralelismo?

Por su parte, las cartas de Pablo están muy presentes en las de Ignacio, en especial la Primera epístola a los corintios y la Epístola a los efesios. Menos presencia tienen la Epístola a los romanos, la Epístola a los gálatas, la Segunda epístola a los corintios y las Epístolas pastorales.

## Ignacio en los padres de la Iglesia
La estela de Ignacio en la literatura cristiana, además de larga, empieza de forma inmediata. Tras el embarque en Tróade, Policarpo escribió una carta, quizá dos, a la comunidad de Filipos. Con ella respondía a una solicitud de los filipenses que querían disponer de una copia de la correspondencia de Ignacio. Policarpo recababa, además, noticias:

Ἐγράψατέ μοι καὶ ὑμεῖς καὶ Ἰγνάτιος, ἵν’, ἐάν τις ἀπέρχηται εἰς Σρίαν, καὶ τὰ παρ’ ὑμῶν ἀποκομίσῃ γράμματα· ὅπερ ποιήσω, ἐὰν λάβω καιρὸν εὔθετον, εἴτε ἐγώ, εἴτε ὃν πέμπω πρεσβεύσοντα καὶ περὶ ὑμῶν. 2. τὰς ἐπιστολὰς Ἰγνατίου τὰς περμφθείσας ἡμῖν ὑπ’ αὐτοῦ καὶ ἄλλας, ὅσας εἴχομεν παρ’ ἡμῖν, ἐπέμψαμεν ὑμῖν, καθὼς ἐνετείλασθε· αἵτινες ὑποτεταγμέναι εἰσὶν τῇ ἐπιστολῇ ταύτῃ, ἐξ ὧν μεγάλα ὠφεληθῆναι δυνήσεσθε. περιέχουσιν γὰρ πίστιν καὶ ὑπομονὴν καὶ πᾶσαν οἰκοδομὴν τὴν εἰς τὸν κύριον ἡμῶν ἀνήκουσαν. Et de ipso Ignatio et de his, qui cum eo sunt, quod certius agnoveritis significate.
Me habéis escrito, tanto vosotros como Ignacio, para que, si alguno fuese a Siria, llevase también consigo vuestras cartas: lo haré si encuentro el tiempo oportuno sea personalmente sea por medio de un embajador que envío por vosotros. Os enviaré también, tal como habéis solicitado, las cartas de Ignacio: las que nos envió a nosotros, así como las demás que poseemos. Estas mismas vienen a continuación [debajo] de esta carta. De ellas podéis sacar gran provecho. Contienen fe y perseverancia y toda edificación que se refiere a nuestro Señor. Y del mismo Ignacio y de aquellos que están con él, dad a conocer lo que lleguéis a saber con certeza.
Ad Flp. 13

Esta carta enlaza las biografías de Ignacio y Policarpo más allá de su aspecto histórico, pues las investigaciones posteriores han tenido que considerar las interdependencias. Aquellos que han negado la autenticidad de las cartas de Ignacio se han visto obligados a negar también la de Policarpo. Sucede además que la tradición textual de la «Carta a los filipenses» ha dado pie a interminables discusiones desde el siglo XVII porque algunos capítulos se conservan en el original griego pero otros se conocen solo por una traducción latina que arroja dudas interpretativas sobre el tiempo verbal de los sucesos. Así mientras en el capítulo 9 habla en pasado: «… visteis con vuestros ojos a Ignacio» (Ad Flp. 9, 1), la cita del capítulo 13 concluye con una frase latina en tiempo presente. «Dadme noticias de Ignacio y de aquellos que con él están.» (Ad Flp. 13). De cualquier modo, esta «Carta a los filipenses» es el testimonio más antiguo que se conserva. 
La siguiente mención es obra de un testigo indirecto pero igualmente privilegiado que había conocido en su juventud a Policarpo. En su obra «Adversus haereses», Ireneo de Lyon menciona a Ignacio y transcribe un fragmento de su «Carta a los romanos» (Ad Rom. 4, 1).

Y por esto también la aflicción es necesaria para los que se salvan, para que algunos, al ser despedazados y amasados, por la paciencia, con el Verbo de Dios y horneados al fuego, sean dignos del banquete del Reino, como dijo uno de los condenados al testimonio (dado) a Dios ante las fieras: «yo soy trigo de Dios y soy despedazado por los dientes de la fieras para ser encontrado cual pan puro de Dios» (Adversus haereses V, 28, 4).

Más tarde, en el siglo III, Orígenes menciona a Ignacio en la Homilía VI sobre el Evangelio de Lucas y cita un pasaje de su «Carta a los efesios» (Ad Eph. 19, 1), ofreciendo además un dato biográfico que no viene en las cartas. 

Bellamente se escribe en una de las cartas de un mártir. Me refiero a Ignacio que fue segundo obispo de Antioquía, después del bienaventurado Pedro: (Homilías al Evangelio de Lucas VI, 4) (PG 13, 1814).

Todos estos testimonios llegaron a manos de Eusebio de Cesarea, que los consignó debidamente en su obra. También tuvo en su poder una copia de las cartas, según se desprende de los fragmentos que transcribe. Eusebio habla de Ignacio en dos capítulos de su «Historia Eclesiástica». El primero de los textos es una referencia muy breve sobre el orden de sucesión en la Iglesia de Antioquía. Si Orígenes afirmaba que Ignacio fue el segundo obispo después de Pedro, Eusebio confirma que fue el segundo, pero no después de Pedro, sino de Evodio de Antioquía (HE III, 22), y lo matiza en su Crónica añadiendo que la sucesión se produjo alrededor del año 70 d. C. No está claro, sin embargo, el orden que ocupó Ignacio en la línea de sucesión de la cátedra episcopal antioquena, ya que el mismo Eusebio parece contradecirse en otro lugar de su obra (HE III, 36). Relacionada con esta cuestión está la apostolicidad de Ignacio, dignidad con la que se distinguía a los primeros cristianos que habían sido discípulos directos de los apóstoles. Eusebio de Cesarea afirma que Ignacio era muy conocido en su época (HE III, 22), incluso «el varón más célebre» (HE III, 36) pero no llegó a pronunciarse sobre su apostolicidad. Autores posteriores sí lo hicieron, aunque cada cual a su manera. Según Teodoreto de Ciro, Ignacio recibió la sucesión directamente de Pedro, pero su paisano Juan Crisóstomo asegura que fue consagrado por Pedro y por Pablo. Las Constituciones apostólicas parten por el medio y afirman que Evodio fue ordenado por Pedro e Ignacio por Pablo. Todo esto ha dado lugar a interminables discusiones. El otro pasaje de Eusebio describe el viaje de Ignacio, enumera sus cartas en el orden en que se conocen hoy y recoge los testimonios conocidos. El pasaje de Eusebio es, por tanto, el más completo de todos y resume casi todo lo que se sabe.
Durante el tiempo de su presbiterio en Antioquía, Juan Crisóstomo compuso un idealizado panegírico que fue declamado junto al sepulcro del mártir. La prosa bárbara de Ignacio no debió de parecerle adecuada para tal discurso, porque solo cita un pasaje de sus cartas (Ad Rom. 5, 2). El panegírico de Crisóstomo no se caracteriza por su rigor histórico, pero da idea de las tradiciones que circulaban en la ciudad. Otro antioqueno, algo posterior, es Teodoreto de Ciro, quien cita extensos pasajes de las cartas en su obra Eranistes («Mendigo»), compuesta para refutar la doctrina monofisita. La obra de Teodoreto de Ciro tuvo un papel decisivo para dirimir la autenticidad de las cartas de Ignacio.
También habla de Ignacio, entre otros, Jerónimo de Estridón (De viris illustribus 16), que no leyó nunca las cartas y repite la información de Eusebio adornándola según su peculiar estilo. Así por ejemplo, Jerónimo imagina que la frase «frumentum dei sum...» («trigo soy de Dios…») fue pronunciada por Ignacio en el circo romano, enfrente de las fieras, poco antes de morir.

## Tradición textual

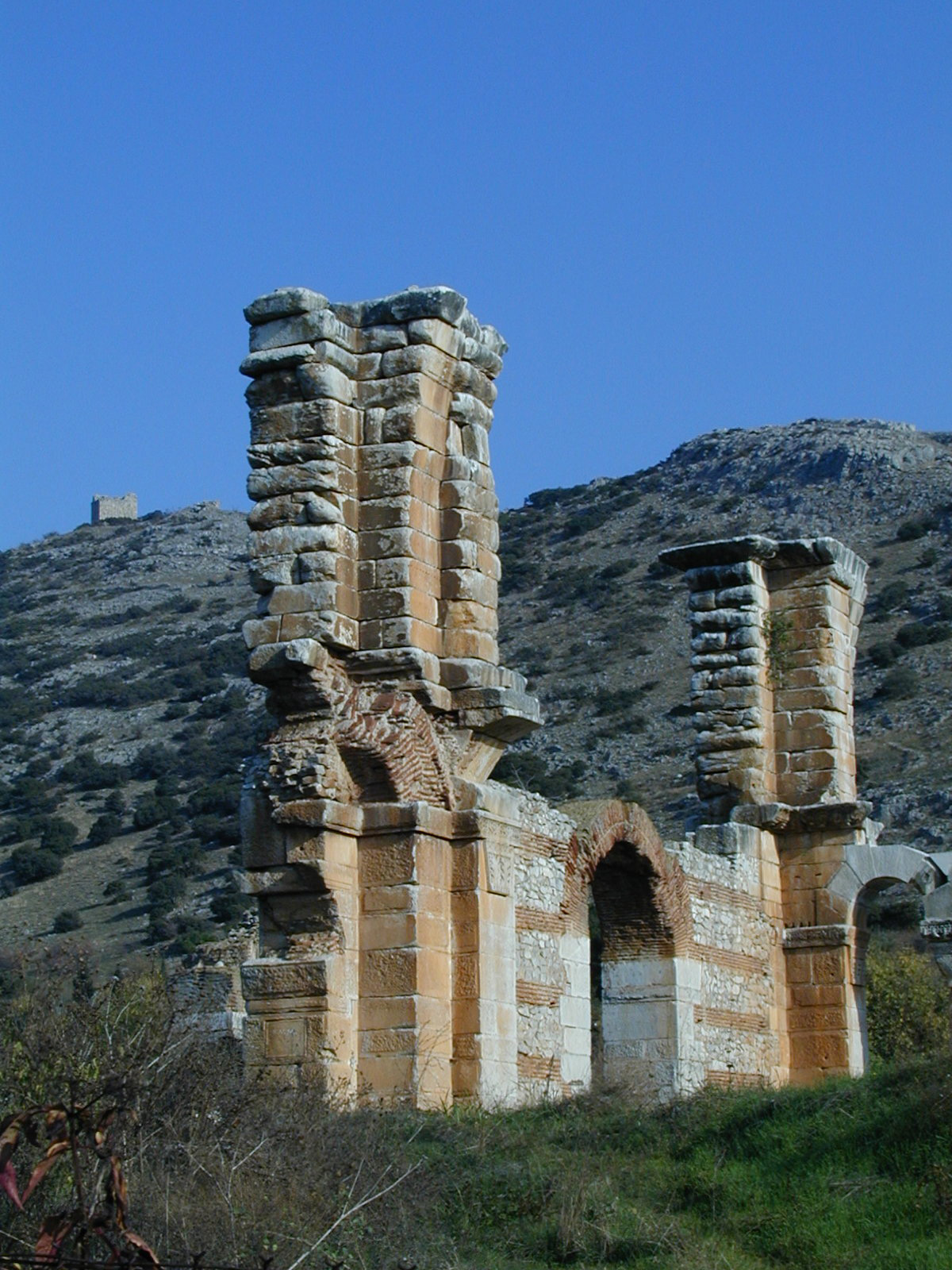
Basílica B vista del suroeste, y acrópolis al fondo, en la localidad de Filipos.

Después de la muerte de Ignacio, lo único que de él quedó fueron sus escritos y la memoria viva de los que le habían conocido. La iglesia de Filipos quiso disponer de una copia de sus cartas. El resto de las iglesias debió de hacer lo mismo. De esta forma, y al igual que había sucedido medio siglo antes con las cartas de Pablo, se formaron diferentes colecciones. Con el paso de los siglos, el recuerdo y la figura de Ignacio adquirieron claros visos de fantasía. Aparecieron leyendas y supuestas actas martiriales que completaban con imaginación los huecos que dejaba la historia. Las copias de sus cartas, presumiblemente exactas al principio, se diversificaron progresivamente a base de enmiendas, traducciones, interpolaciones y supresiones. De esta forma se formaron varias recensiones que el azar dispersó geográficamente hasta lugares tan remotos como las islas británicas. En algún momento de la confusa Edad Media, se perdieron las cartas de Ignacio en todas y cada una de sus versiones, y fueron sustituidas por piadosas invenciones pseudoepigráficas. Durante varios siglos, el único resto de su obra fueron los fragmentos consignados por los padres de la Iglesia.
Al igual que con tantas obras de la antigüedad, la invención de la imprenta a mediados del siglo XV dio comienzo a un proceso de fijación de los textos originales que, en el caso de Ignacio, fue extremadamente lento y se prolongó hasta mediados del siglo XVII. La razón es que hasta esas fechas no se descubrieron las versiones manejadas por los padres de la Iglesia y no se conocieron antes porque, hasta esa fecha, nadie tuvo la ocurrencia de buscarlas. La aceptación de las cartas de Ignacio fue un proceso polémico que tuvo enfrentados a teólogos católicos y protestantes hasta finales del siglo XIX. La polémica, hoy sostenida por eruditos, no se centra tanto en la autenticidad de las cartas como en otras cuestiones.

### La recensión medieval

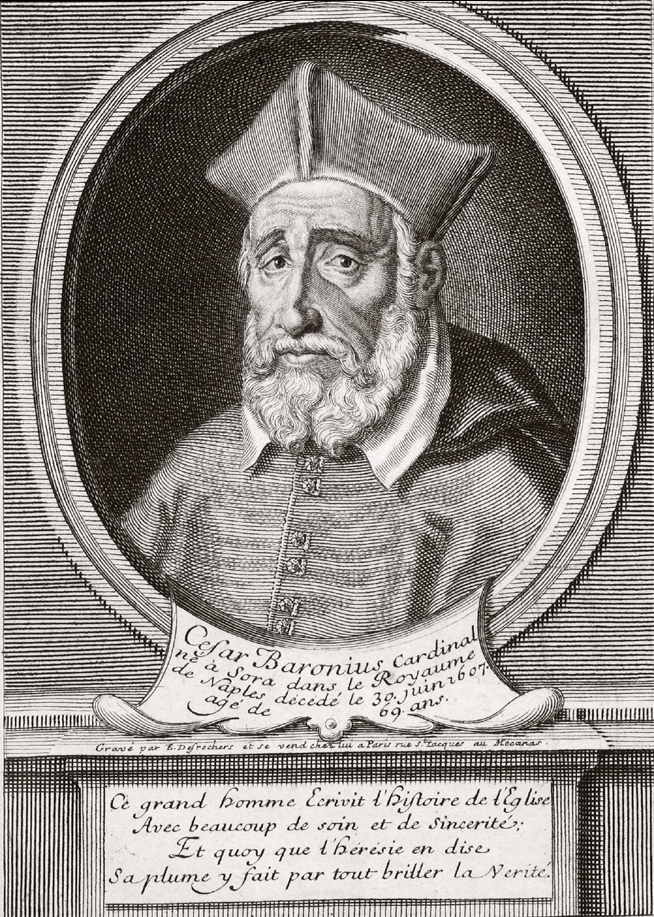
El cardenal católico César Baronio.

Durante la Edad Media circuló una colección de cuatro cartas latinas atribuidas a Ignacio, ninguna de las cuales era mencionada por los autores antiguos. Lo único cierto sobre ellas es que ya se conocían en el siglo XII y que, a pesar de ser latinas, pasaron por ser traducciones de cartas griegas. La primera de ellas se intitulaba «Epistola Ignatii ad sanctum Iohanem Evangelistam», es decir, «Epístola de Ignacio a San Juan Evangelista» y, en ella, el supuesto Ignacio expresaba su deseo de ver a la Virgen María (Mariam Iesu). La segunda carta tenía los mismos protagonistas y en ella Ignacio participaba a Juan su proyecto de ir a Jerusalén para ver a la Virgen y también al venerable Santiago, llamado el Justo. La tercera, de apenas unas líneas, era una carta de Ignacio a la propia María para pedirle consuelo. La cuarta no es ni más ni menos que la pretendida respuesta de la Virgen María a Ignacio.

Carta de la Virgen María a Ignacio.
La humilde esclava de Jesucristo a Ignacio, amado condiscípulo:
Cuantas cosas has oído y aprendido de Juan acerca de Jesús son auténticas. Créelas, permanece en ellas, y mantén firmemente la promesa del cristianismo que has asumido y que tanto tus costumbres como tu vida sean coherentes con ella. Iré junto con Juan (para) visitarte a ti y a quienes están contigo. Mantente en pie y actúa valerosamente en la fe, que no te turbe la austeridad de la persecución, sino que tu espíritu sea fuerte y exulte en Dios, tu salvación. Amén.

Estas cartas fueron publicadas por primera vez en 1495 y su autenticidad ya fue descartada por dos prominentes figuras del catolicismo del siglo XVI: los cardenales Baronio y Belarmino.

### La recensión larga

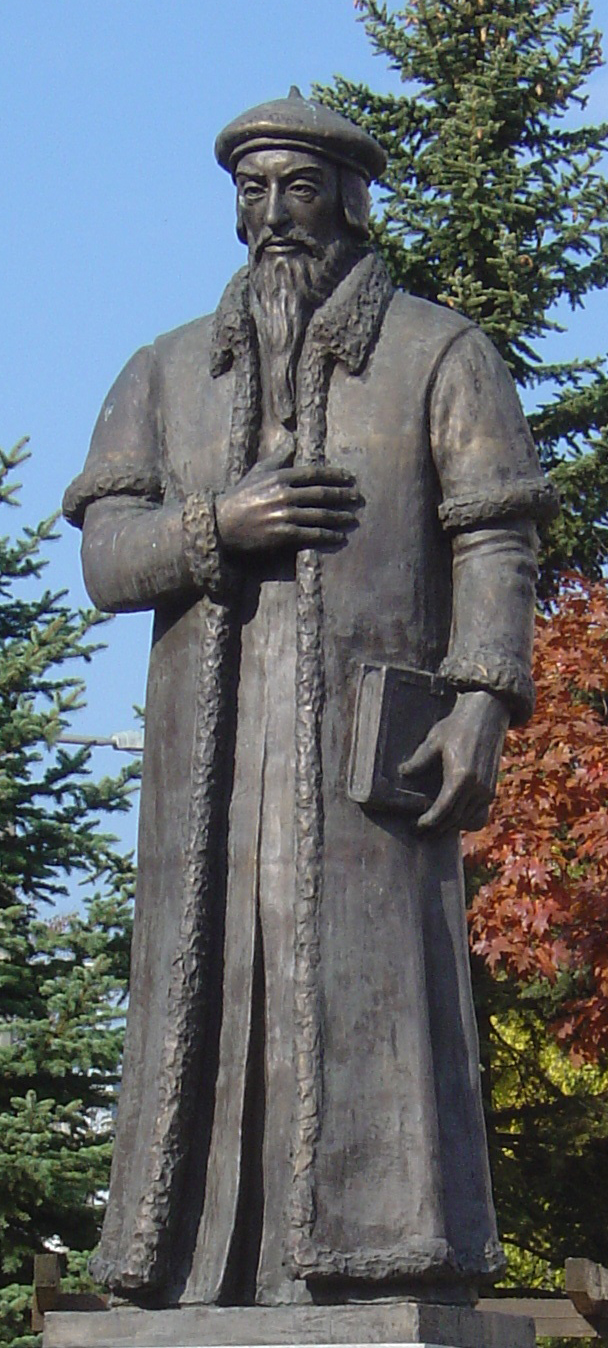
Estatua de Juan Calvino, uno de los detractores protestantes de la recensión larga de las cartas.

Tres años después de la publicación de la recensión medieval, en 1498, fue publicada otra colección independiente de cartas, conocida hoy como la «recensión larga». Esta colección estaba compuesta de trece cartas escritas en latín, las siete que citaba Eusebio y otras seis desconocidas hasta entonces. Venían en el siguiente orden: «Carta de María de Casobolos a Ignacio», «Carta de Ignacio a María de Casobolos», «Carta a los tralianos», «Carta a los magnesios», «Carta a los tarsenses», «Carta a los filipenses», «Carta a los filadelfios», «Carta a los esmirniotas», «Carta a Policarpo», «Carta a los antioquenos», «Carta a Herón», «Carta a los efesios» y «Carta a los romanos».
- Carta de María de Casobolos a Ignacio: La autora de la carta es, supuestamente, una mujer que se declara en el saludo «prosélita de Jesucristo» y se dirige a Ignacio como obispo de la Iglesia apostólica de Antioquía para reclamarle la presencia de un tal «Maris», obispo de Neápolis del Zarbo, que también es mencionado en otras cartas apócrifas, y de un presbítero de Casobolos llamado Eulogio. El resto de la carta es una argumentación encaminada a disipar la posible objeción de que estas dos personas eran demasiado jóvenes. El autor/autora de la carta arguye poniendo como ejemplo la juventud de algunos personajes del Antiguo Testamento, en concreto de Samuel, Daniel, Jeremías, Salomón, Josías y David. La carta no contiene elemento alguno que permita suponer la época o circunstancia que pretende simular. Hay que esperar a la fingida respuesta de Ignacio para saberlo.
- Carta de Ignacio a María de Casobolos: Al igual que otras cartas apócrifas, la pretendida respuesta de Ignacio imita el característico prescripto ignaciano: «Ignacio, también llamado Teoforo...». En la carta, Ignacio responde afirmativamente a la petición de María, alabando su razonamiento (3, 2). En el capítulo 2, este Ignacio se declara «llevado y traído con destierros, cárceles y cadenas» y en espera de su padecimiento final. La carta de Ignacio simula, por tanto, haber sido redactada durante el trayecto a Roma, es decir en torno al 107. Sin embargo, en el capítulo IV se afirma que Clemente romano acaba de acceder al «papado», dato anacrónico porque Clemente llevaba muerto por entonces unos años.
- Carta a los tarsenses: Es la primera de varias cartas que simulan haber sido escritas desde la ciudad de Filipos (10, 2) y que, por lo tanto, serían posteriores a la correspondencia ignaciana auténtica. Además de la imitación del saludo, la carta a los tarsenses comienza plagiando un fragmento de la carta a los romanos: «Desde Siria a Roma vengo luchando con fieras...» y expone varios lugares comunes de la correspondencia auténtica para hacer más creíble la autoría. En la carta, se desarrolla una polémica contra diversas doctrinas que, a semejanza de lo ocurrido en Trales o Magnesia, habrían llegado a la ciudad de Tarso. La filiación tarsense de San Pablo es mencionada en el capítulo 2, 2. Del mismo Pablo dice que «llevaba en su carne los estigmas de Cristo». En el capítulo 3, el autor se hace eco de algunas tradiciones martirológicas como que Simón Pedro fue crucificado, Pablo y Santiago decapitados, Juan desterrado a la isla de Patmos y Esteban apedreado. El autor, a diferencia del auténtico Ignacio, utiliza en su exposición abundantes citas del Evangelio de Juan. Termina con la típica enumeración de los saludos.
- Carta a los filipenses: La carta simula haber sido escrita desde la localidad de Regio (15, 2). En ella, el supuesto Ignacio aborda diferentes temas de la teología cristiana. Desarrolla una profesión de fe de carácter trinitario (2, 4) apoyándose en citas bíblicas como Mateo 28, 19. La cristología del autor reafirma la humanidad y la divinidad de Jesús, achacando al demonio (4, 1) las creencias que niegan una u otra. El capítulo 8 realiza una enumeración de pasajes de la infancia de Jesús, provenientes de Mateo y Lucas. La liturgia es bastante moderna, pues ruega que se respeten la Cuaresma y la semana de Pasión (13, 3).
- Carta a los antioquenos: Se trata de una carta apócrifa que simula haber sido escrita después de que la Iglesia de Antioquía hubiese encontrado la paz (1, 1). Afirma estar escrita también desde la macedónica Filipos (14, 1), después, por tanto, de la estación de Tróade. Comienza con el prescriptivo nomen-cognomen «Ignacio, también llamado Teoforo...» (si no es Teoforo, no es Ignacio) y saluda a la comunidad de Antioquía como aquella que recibió primero la denominación de cristiana, aludiendo a Hch 11, 26. El autor desarrolla en la carta una polémica contra «todo extravío judaico y pagano» (1, 2), más contra el primero que contra el segundo, apoyándose en pasajes correspondientes a un canon bíblico muy formado. Utiliza varios pasajes del Génesis, Isaías y el Deuteronomio para sustentar la tesis de que Cristo había sido anunciado por los profetas. Utiliza también pasajes perfectamente reconocibles del Evangelio de Juan (Jn 1, 1-3) y, de hecho, utiliza explícitamente el anacronismo «evangelistas» (4, 1). Cita también pasajes de las cartas de Pablo y Pedro. En el capítulo 5 utiliza la expresión joánica «anticristo». El autor, y sus destinatarios, parecen estar al tanto de la tradición eusebiana sobre Evodio, pues la mencionan en 7, 1. Además de la imitación del prescripto ignaciano, los elementos de simulación utilizados son la mención de las cadenas (1, 1; 7, 2) y la condenación (5, 2), la paráfrasis de algunas expresiones típicamente ignacianas (6, 1; 11, 2), la mención también de los obispos Onésimo, Damas, Polibio y Policarpo y de los diáconos Filón y Agatópodo, conocidos todos por las cartas auténticas.
- Carta a Herón: Es otra carta apócrifa escrita supuestamente desde la macedónica Filipos (8, 1). Herón es presentado como un diácono de Antioquía al que Ignacio da una serie de consejos, entre ellos que «nadie desprecie su juventud», coincidiendo también en el consejo dado a María de Casobolos, a quien por otra parte menciona junto a Maris, el supuesto obisbo de Neápolis del Zarbo. Por último, le insta a dirigir con acierto la Iglesia de Antioquía.

En el siglo XVI, comenzó la discusión en torno a la autenticidad de las cartas al encontrarse anacronismos diversos y desviaciones respecto de las citas ofrecidas por los padres de la Iglesia. La autenticidad fue objeto de un interminable debate entre teólogos católicos y protestantes, porque la veracidad de dichas cartas sugería la existencia de una eclesiología temprana, estructurada según la jerarquía tripartita de corte católico: episcopado, presbiteriado y diaconado. La coincidencia de la posición de Ignacio con las tesis católicas hizo que los protestantes consideraran sus cartas como una impostura. Así, mientras los cardenales católicos Baronio y Belarmino las aceptaron como auténticas, teólogos protestantes como Juan Calvino las impugnaron enérgicamente. La posibilidad de que las interpolaciones se hubiesen vertido en la traducción del griego al latín quedó descartada cuando, en 1557, Valentín Hartung publicó una versión griega de la recensión larga, que incluía las doce cartas editadas previamente en latín. Entre las dos posturas extremas, autenticidad completa y falsedad completa, hubo críticos como Schultes o Nicolás Vedel (Vedelius) que plantearon la veracidad sola de las siete cartas mencionadas por Eusebio, considerando empero que habían sido fuertemente interpoladas. Vedelius publicó las cartas de Ignacio en 1623 separándolas en dos grupos: las siete cartas del grupo eusebiano y las cinco espurias. Si bien esta hipótesis era correcta, la cuestión permaneció viva igualmente y a menudo ligada a problemas doctrinales.

### La recensión media

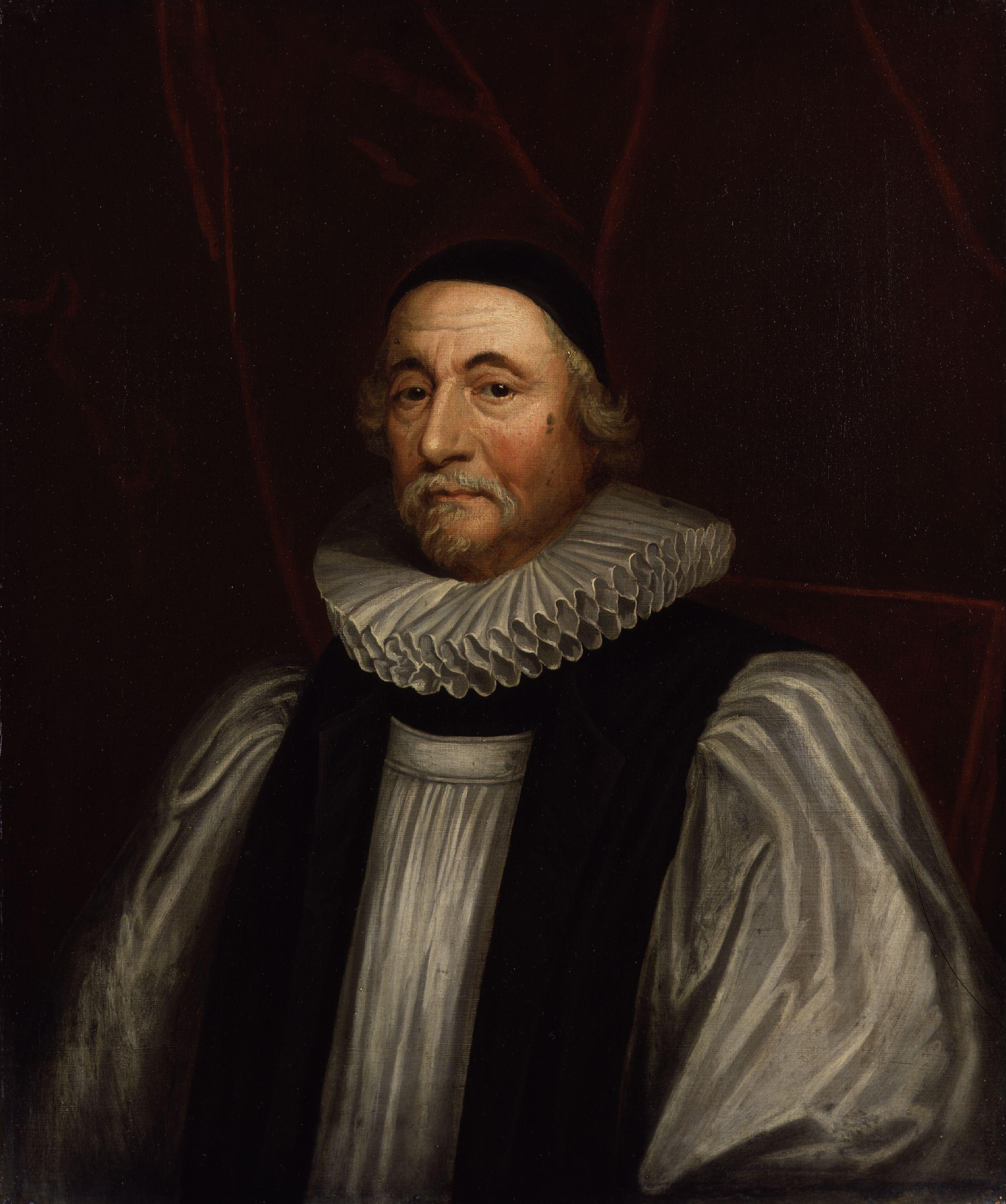
James Ussher, descubridor de la versión latina de la recensión media.

En el siglo XVII, el arzobispo anglicano de Armagh, James Ussher, realizó una comparación detallada entre las cartas de la recensión larga y los textos transcritos en las obras de Eusebio de Cesarea y Teodoreto de Ciro, resaltando las diferencias existentes. Sin embargo, Ussher tenía noticia de que algunos escritores ingleses de los siglos anteriores citaban a Ignacio según los usos antiguos y no como aparecía en el texto de la recensión larga. Supuso entonces que en las islas británicas circulaba una versión autóctona de las cartas, más breve que la del continente y con un contenido más ajustado al de los textos patrísticos. Ussher buscó por las bibliotecas de Inglaterra y localizó dos manuscritos latinos: el «Caiensus 395» y el «Monticutianus», que portaban otra versión de las cartas de Ignacio. Al comparar esta versión de las islas con la que venía del continente (la recensión larga), Ussher constató dos diferencias esenciales:
- Las siete cartas citadas por Eusebio eran más cortas en esta nueva versión y justamente faltaban en ellas los elementos anacrónicos que sustentaban la impugnación protestante.

- El orden de las cartas era distinto. En el continente, las cartas eusebianas y no eusebianas estaban mezcladas como aparentando un origen unitario. En las islas, sin embargo, las cartas no-eusebianas estaban todas juntas después de las eusebianas, como si hubiesen sido compiladas en un momento posterior.

Ussher concluyó acertadamente que las únicas cartas auténticas eran las mencionadas por Eusebio y que las demás eran una impostura. Sin embargo, y por alguna razón que no se entiende, Ussher dio por falsa la «Carta a Policarpo» a pesar de que esta última también era mencionada por Eusebio. Las cartas fueron publicadas en 1644 y conforman lo que actualmente se conoce como la «recensión media». Sin embargo, la situación no era aún satisfactoria, porque las cartas de Ussher eran una traducción latina que podía haber sufrido modificaciones y no había ningún original griego con el que cotejarlas. Este punto quedó subsanado dos años después. En 1646, Isaac Voss (Vossius) publicó a partir del «Codex Mediceus Laurentianus» una versión griega de las seis cartas asiáticas de Ignacio. El códice laurentiniano estaba, sin embargo, incompleto y faltaba la «Carta a los romanos». Esta última tardó unas décadas en aparecer y fue localizada en 1689 por Ruinart en un códice colbertino, el Parisinus Graecus 1451, conservado hoy en la Biblioteca Nacional de París. Dicho manuscrito contenía un relato sobre el martirio de Ignacio e, insertada en él, estaba la «Carta a los romanos». Dicho relato se conoce hoy como el Martirio colbertino. La recensión media quedó entonces conformada por las siete cartas eusebianas, que ahora se conocían en una versión griega y otra latina, coincidentes en lo esencial. Como suele ocurrir en la tradición textual, el descubrimiento de las cartas griegas, idioma en que fueron escritas, restó importancia a las traducciones latinas, que pasaron a ser subsidiarias de ellas. Al compararlas con la recensión larga, se confirmó la existencia de numerosas interpolaciones y asimismo el origen apócrifo de las otras cartas. En cualquier caso, su autenticidad siguió cuestionándose durante los siguientes dos siglos debido a la teología pro-católica que contenían. El asunto se complicó más si cabe cuando, en 1845, apareció de manera inopinada una tercera recensión.

### La recensión breve
Durante los primeros siglos, la literatura cristiana se desarrolló principalmente en griego y latín pero, a medida que se extendía el cristianismo, los diversos textos fueron traducidos a otras lenguas como el etíope, el siríaco, el árabe, el armenio, el georgiano o el copto. En el siglo XIX, se encontraron en oriente varios manuscritos en estos idiomas que ayudaron a los eruditos a contrastar y completar los distintos panoramas de la tradición textual. En 1845, un investigador británico llamado William Cureton publicó una recensión de las cartas a los efesios, a los romanos y al obispo Policarpo, obtenida a partir de tres manuscritos siríacos y que tenían un texto más corto incluso que la recensión media. Los manuscritos transmisores eran el «British Museum Add. 12175», que contenía solo la «Carta a Policarpo», y los manuscritos «British Museum Add. 14618» y «British Museum Add. 17192», que contenían las tres cartas mencionadas. Cureton postuló que las cartas ahora publicadas eran las únicas auténticas y lo eran en la forma transmitida por estos manuscritos. Esta nueva versión de las cartas fue conocida como la «recensión breve». Con la publicación de estos nuevos materiales, arreció la discusión sobre la autenticidad de las cartas ignacianas, que ya duraba siglos. Esta vez, sin embargo, la polémica se desarrolló en el ámbito de la naciente erudición cristiana que por aquellos tiempos se estaba consolidando al albor de los nuevos logros científicos.

### El consenso

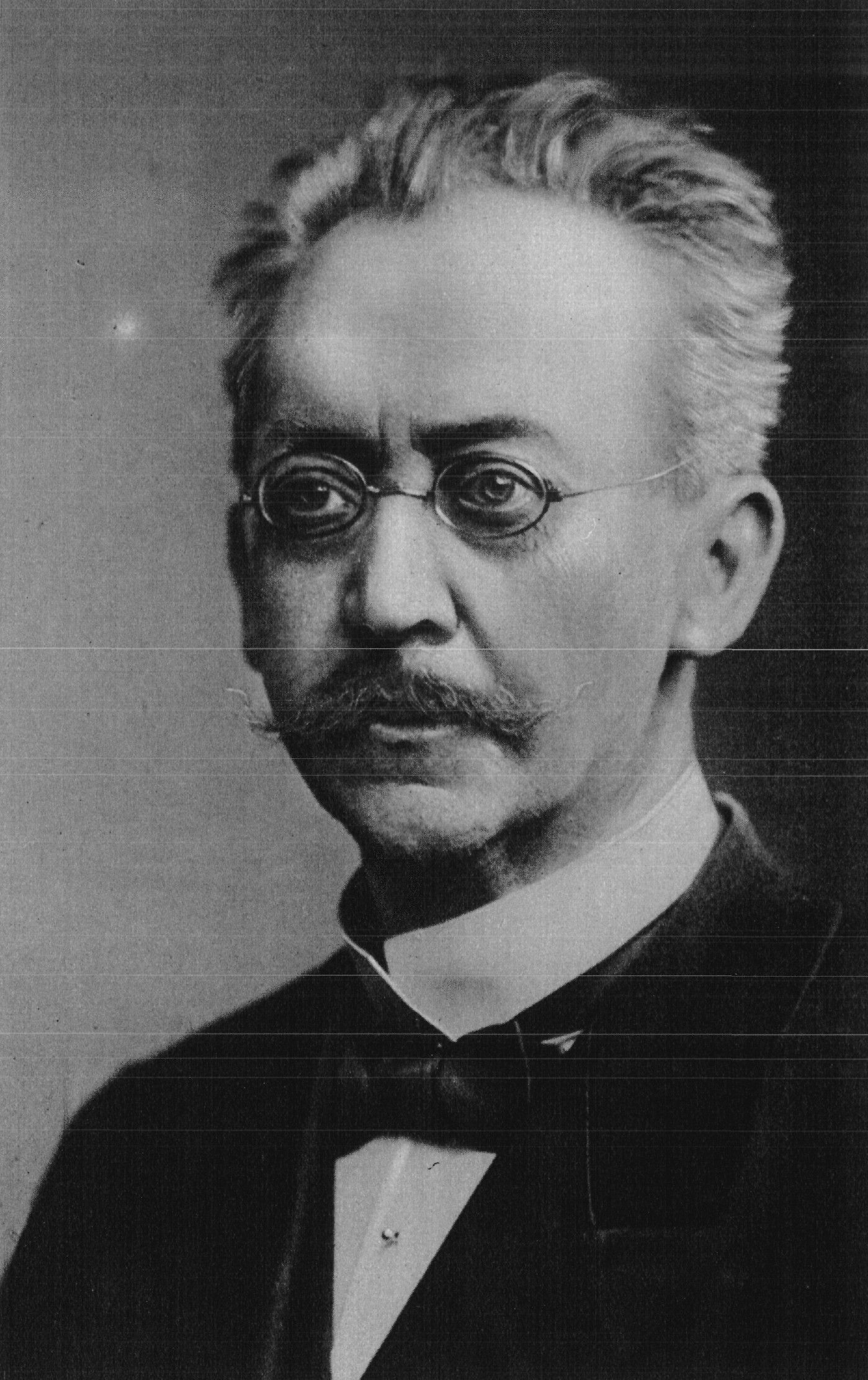
Adolf von Harnack.

En el último cuarto del siglo XIX, eruditos como Zahn, Funk, Lightfoot y Adolf von Harnack defendieron la autenticidad única de la «recensión media», alegando diversos motivos para descartar las otras dos. En contra de la recensión larga se esgrimieron estas razones:
- La persona que escribió las cartas espurias de la recensión larga es la misma que hizo las interpolaciones en las cartas auténticas, pues todas ellas contienen expresiones, nombres, personajes, oficios y rasgos de estilo propios, además de cierta abundancia de citas bíblicas, ajenos al resto de escritos de Ignacio.

- La recensión larga no pudo componerse antes del siglo IV ni después de él, pues su autor demuestra conocer la conversión de Constantino el Grande (312 d. C.) y las polémicas arrianas de ese siglo y desconocer, sin embargo, las disputas cristológicas acaecidas en el siglo siguiente.

- El falsario tiene estrechas dependencias con las Constituciones apostólicas (obra del siglo IV).

- Las citas sobre Ignacio anteriores al siglo IV siguen la recensión media (o quizá la corta), lo que sugiere que los padres de la Iglesia prenicenos[55] no conocieron en absoluto la recensión larga. Para encontrar citas de la recensión larga, es necesario esperar al siglo VI.

- En cuanto a la tradición textual, los manuscritos con las cartas interpoladas intercalaban entre ellas las cartas espurias como para disimularlas, mientras que en los transmisores de la recensión media dichas cartas estaban anexadas al final, lo que sugiere la existencia de dos colecciones independientes.

Por todo ello se concluyó que la recensión larga fue una empresa realizada por un escritor tardío con intereses apolinaristas. En cuanto a la recensión breve de Cureton, fue descartada por otros motivos: 
- La falta de coherencia y conexión de las ideas hacía más fácil considerarla como un epítome o resumen de una versión siríaca de la recensión media que una traducción de una recensión breve escrita en el griego original. Se sabe además que dicha recensión media siríaca existió porque a partir de ella se elaboró una traducción al armenio.

- En cuanto a las citas, Eusebio de Cesarea solo conoció la recensión media, presumiblemente a través de algún manuscrito de la biblioteca de Orígenes en Cesarea de Palestina. Este último citó también a Ignacio siguiendo la recensión media.[56]

Después de los exhaustivos trabajos de estos autores, se llegó a admitir finalmente la autenticidad de la recensión media, opinión que se ha mantenido hasta el día de hoy excepto por los cuestionamientos heterogéneos de algunos autores como Reinoud Weijenborg (1969), Josep Rius Camps (1977) y Robert Joly (1979), que elaboraron llamativas teorías al respecto. Durante las últimas décadas, la cuestión no ha sufrido variaciones significativas. Los estudios asumen la autenticidad de la «recensión media» y se centran en dilucidar cuestiones especializadas. Las ediciones impresas se hacen eco del consenso, recogiendo el texto griego de esa recensión media que es el mejor que, hoy por hoy, se conserva de las cartas de Ignacio de Antioquía.